# الهند
الهند (بالهندية: भारत، نقحرة: بهارات)، ورسميًا جمهورية الهند (بالهندية: भारत गणराज्य)، بلد في جنوب آسيا. تعد الهند أكبر دولة من حيث عدد السكان إعتبارًا من 2023، وسابع أكبر دولة من حيث المساحة، والديمقراطية الأكثر اكتظاظًا بالسكان في العالم حيث يفوق تعدادها
1.410 مليار إنسان، يحدها المحيط الهندي من الجنوب، وبحر العرب من الجنوب الغربي، وخليج البنغال من الجنوب الشرقي، وتشترك في الحدود البرية مع باكستان من الغرب؛ والصين ونيبال وبوتان من الشمال؛ وبنغلاديش وميانمار إلى الشرق. تقع الهند بالقرب من سريلانكا وجزر المالديف في المحيط الهندي. تشترك جزر أندمان ونيكوبار في حدود بحرية مع تايلاند وإندونيسيا.
وصل الإنسان الحديث إلى شبه القارة الهندية من أفريقيا منذ ما يقرب من 55 ألف عام. لقد أدى احتلالهم الطويل في البداية بأشكال مختلفة من العزلة كالصيادين، إلى جعل المنطقة شديدة التنوع، إذ تأتي في المرتبة الثانية بعد أفريقيا في التنوع الجيني البشري. ظهرت الحياة المستقرة في شبه القارة الهندية في الحواف الغربية لحوض نهر السند قبل 9000 عام، وتطورت تدريجيًا إلى حضارة وادي السند في الألفية الثالثة قبل الميلاد. بحلول عام 1200 قبل الميلاد، انتشر شكل قديم من اللغة السنسكريتية -وهي لغة هندو أوروبية- إلى الهند من الشمال الغربي،  بدأت كلغة للريجفدا، وسجلت بزوغ فجر الهندوسية في الهند. استبدلت اللغات الدرافيدية في الهند في المناطق الشمالية والغربية. ظهر التقسيم الطبقي والاستبعاد حسب الطائفة داخل الهندوسية بحلول عام 400 قبل الميلاد،  وظهرت البوذية والجاينية، معلنين عدم ارتباط الأنظمة الاجتماعية بالوراثة. أدت التعزيزات السياسية المبكرة إلى نشوء الإمبراطورية الماورية وإمبراطورية جوبتا غير المتماسكة المتمركزة في حوض الغانج. كان عصرهم الجماعي مليئًا بالإبداع على نطاق واسع، ولكنه تميز أيضًا بتدهور مكانة المرأة،  ودمج حظر المساس في نظام اعتقادي منظم. في جنوب الهند، صدرت الممالك الوسطى مخطوطات بلغات درافيدية وثقافات دينية إلى ممالك جنوب شرق آسيا.
بحلول أوائل العصور الوسطى، ترسخت جذور المسيحية والزرادشتية والإسلام واليهودية في سواحل الهند الجنوبية والغربية. اجتاحت الجيوش الإسلامية من آسيا الوسطى بشكل متقطع السهول الشمالية للهند، وأسس في النهاية سلطنة دلهي، وجذب شمال الهند إلى الشبكات العالمية للإسلام في العصور الوسطى. في القرن الخامس عشر، أنشأت إمبراطورية فيجاياناغارا ثقافة هندوسية مركبة طويلة الأمد في جنوب الهند. في البنجاب، ظهرت السيخية رافضة الدين المؤسسي. فرضت إمبراطورية مغول الهند، في عام 1526 قرنين من السلام النسبي،  تاركة إرثًا من الهندسة المعمارية المضيئة. تبع ذلك التوسع التدريجي لحكم شركة الهند الشرقية البريطانية، ما حوّل الهند إلى اقتصاد استعماري، ولكنه ساهم في ترسيخ سيادتها. بدأ حكم التاج البريطاني في عام 1858. منحت الحقوق الموعودة للهنود ببطء،  ولكن أُدخلت التغييرات التقنية، وتجذرت أفكار التعليم والحداثة والحياة العامة. ظهرت حركة قومية رائدة ومؤثرة، والتي لوحظت في المقاومة اللاعنفية وأصبحت العامل الرئيسي في إنهاء الحكم البريطاني. في عام 1947، قسمت الإمبراطورية البريطانية الهندية إلى دومينيتين مستقلتين، دومينيون ذات أغلبية هندوسية في الهند ودومينيون ذات أغلبية مسلمة في باكستان، وسط خسائر كبيرة في الأرواح وهجرة غير مسبوقة.
كانت الهند جمهورية فيدرالية منذ عام 1950، يحكمها نظام برلماني تعددي ديمقراطي. مع التعديل الثاني والأربعين لدستور الهند الذي سنّ في عام 1976، أكد نص الدستور على علمانية الهند. وقد وصف المجتمع أنه مجتمع متعدد اللغات والأعراق. نما عدد سكان الهند من 361 مليون في عام 1951 إلى 1.211 مليار في عام 2011. خلال ذات الوقت، زاد دخل للفرد من 64 دولار أمريكي سنويًا إلى 1498 دولار أمريكي، وارتفع معدل الإلمام بالقراءة والكتابة من 16.6% إلى 74%. من كونها دولة معدمة نسبيًا في عام 1951، أصبحت الهند اقتصادًا عملاقًا سريع النمو ومركزًا لخدمات تكنولوجيا المعلومات، مع تدعيم الطبقة الوسطى. تمتلك الهند برنامج فضائي يتضمن العديد من المهام المخطط لها أو المكتملة خارج الأرض. تلعب الأفلام والموسيقى والتعاليم الروحية الهندية دورًا متزايدًا في الثقافة العالمية. لقد خفضت الهند بشكل كبير من معدل الفقر لديها، وإن كان ذلك على حساب زيادة عدم المساواة الاقتصادية. تعد الهند دولة ممتلكة للأسلحة النووية، وتحتل مرتبة عالية في الإنفاق العسكري. لديها نزاعات حول كشمير مع جيرانها باكستان والصين، دون حل منذ منتصف القرن العشرين. من بين التحديات الاجتماعية والاقتصادية التي تواجهها الهند عدم المساواة بين الجنسين، وسوء تغذية الأطفال،  وارتفاع مستويات تلوث الهواء. أراضي الهند شديدة التنوع، مع أربع نقاط ساخنة للتنوع الحيوي. يشكل الغطاء الحرجي لها 21.4% من مساحتها. الحياة البرية في الهند -والتي كان يُنظر إليها تقليديًا بتسامح في ثقافة الهند- مدعوم بين هذه الغابات، وفي أماكن أخرى، في البيئات المحمية.

## التأثيل
وفقًا لقاموس أكسفورد (الطبعة الثالثة العائدة لسنة 2009)، فإن اسم «الهند» مشتق من اللغة اللاتينية الكلاسيكية، وهي إشارة إلى جنوب آسيا ومنطقة غير مؤكدة إلى الشرق؛ وهي مشتقة على التوالي من: اليونانية الهلنستية (Ἰνδία)؛ والإغريقية (Ἰνδός)؛ ولفظ «هندوش» بالفارسية القديمة، وهو اسم مقاطعة شرقية من الإمبراطورية الأخمينية؛ وفي نهاية المطاف ما يقاربها من لفظ «السند» بالسنسكريتية، أو النهر، وتحديدًا نهر السند، وضمنيًا، حوضه الجنوبي جيد الاستقرار. أشار الإغريق إلى الهنود باسم إندوي (Ἰνδοί)، والتي تُترجم: «شعب السند».
مصطلح «بهارات» (Bhārat؛ تنطق [ˈbʱa:ɾət] )، المذكور في كل من الشعر الملحمي الهندي ودستور الهند،  مستخدم في أشكاله المختلفة من قبل العديد من اللغات الهندية. عرض حديث للاسم التاريخي بهاراتافارشا، والمطبق في الأصل على منطقة من وادي الغانج،  اكتسب اسم بهارات مكانة متزايدة منذ منتصف القرن التاسع عشر كاسم محلي للهند.
لفظ «هندستان» ([ɦɪndʊˈsta:n]  هو اسم فارسيّ وسيط للهند، شاع خلال عهد إمبراطورية مغول الهند واُستخدم على نطاق واسع منذ ذاك الحين. تباين معناه، مشيرًا إلى منطقة تشمل اليوم شمال الهند وباكستان أو الهند بالكامل تقريبًا.

## التاريخ

### الهند القديمة
وصل أول إنسان حديث -إنسان عاقل- إلى شبه القارة الهندية من أفريقيا -حيث تطوروا سابقًا- قبل 55000 عامًا. يعود تاريخ أقدم بقايا بشرية حديثة معروفة في جنوب آسيا إلى نحو 30000 سنة. بعد 6500 قبل الميلاد، ظهرت أدلة على استزراع المحاصيل الغذائية واستئناس الحيوانات، وبناء الأبنية الدائمة، وتخزين الفائض الزراعي في مهرجاره ومواقع أخرى في ما يعرف الآن ببلوشستان في باكستان. تطورت هذه الحضارة تدريجيًا إلى حضارة وادي السند -أول ثقافة حضرية في جنوب آسيا- التي ازدهرت خلال 2500-1900 قبل الميلاد في ما يعرف الآن بباكستان وغرب الهند. تمحورت الحضارة حول مدن مثل موهينجو دارو وهارابا ودولافيرا وكاليبانجان، معتمدة على أشكال مختلفة من طرق العيش، وانخرطت بقوة في إنتاج الحرف اليدوية وتجارة واسعة النطاق.

خلال الفترة 2000-500 قبل الميلاد، انتقلت العديد من مناطق شبه القارة الهندية من ثقافات العصر النحاسي إلى ثقافات العصر الحديدي. أُلفت الفيدا، وهي أقدم الكتب المقدسة المرتبطة بالهندوسية،  خلال تلك الفترة،  وقد حلل المؤرخون هذه الكتب لفرض ثقافة الفيدا في منطقة البنجاب وسهل الغانج العلوي. يعتبر معظم المؤرخين أيضًا أن هذه الفترة قد شملت عدة موجات من الهجرة الهندوآرية إلى شبه القارة الهندية من الشمال الغربي. نشأ خلال هذه الفترة النظام الطبقي، الذي أنشأ تسلسلًا هرميًا للكهنة والمحاربين والفلاحين الأحرار، لكنه استبعد السكان الأصليين من خلال وصف مهنهم بأنها غير نقية. تشير الأدلة الأثرية من هذه الفترة على هضبة ديكان إلى وجود مرحلة مشيخة من التنظيم السياسي. في جنوب الهند، يُشار إلى التقدم في الحياة المستقرة من خلال العدد الكبير من الآثار الصخرية التي تعود إلى تلك الفترة،  بالإضافة إلى الآثار القريبة للزراعة وخزانات الري والتقاليد الحرفية.
في أواخر الفترة الفيدية حوالي القرن السادس قبل الميلاد، جرى توحيد الولايات الصغيرة والمشيخات في سهل الغانج والمناطق الشمالية الغربية في 16 حكمًا ملكيًا وملكًا رئيسيًا كانت تُعرف باسم ماهاجانابادا. أدى التحضر الناشئ إلى ظهور حركات دينية غير فيدية، أصبح اثنان منها ديانات مستقلة. ظهرت الجاينية في مكانة بارزة خلال حياة نموذجها، ماهافيرا. اجتذبت البوذية، القائمة على تعاليم غوتاما بوذا أتباعًا من جميع الطبقات الاجتماعية باستثناء الطبقة الوسطى؛ كان تأريخ حياة بوذا أمرًا محوريًا لبدايات التاريخ المسجل في الهند. في عصر ازدادت فيه الثروة الحضرية، اعتُبرت كلتا الديانتين التخلي عن المثل الأعلى،  وأسس كلاهما تقاليد رهبانية طويلة الأمد. سياسيًا، بحلول القرن الثالث قبل الميلاد، ضمت مملكة ماجادها أو قلصت ولايات أخرى مشكلةً الإمبراطورية الماورية. كان يُعتقد أن الإمبراطورية سيطرت على معظم شبه القارة الهندية فيما عدا أقصى الجنوب، ولكن يُعتقد الآن أن مناطقها الأساسية مفصولة بمناطق حكم ذاتي كبيرة. يُعرف ملوك الإمبراطورية الماورية ببناء إمبراطوريتهم وإدارتهم الحازمة للحياة العامة بقدر ما يُعرفون بنبذ أشوكا للعسكرة والدعوة البعيدة للدراما البوذية.
يكشف الأدب السنغمي للغة التاميلية أنه بين عامي 200 قبل الميلاد و200م، كانت شبه الجزيرة الجنوبية تحكمها سلالات تشيرا، وتشولا، وبانديا، وهي سلالات عملت في التجارة على نطاق واسع مع الإمبراطورية الرومانية ومع غرب وجنوب شرق آسيا. في شمال الهند، أكدت الهندوسية السيطرة الأبوية داخل الأسرة، ما أدى إلى زيادة تبعية النساء. بحلول القرنين الرابع والخامس، أنشأت إمبراطورية جوبتا نظامًا معقدًا للإدارة والضرائب في سهل الغانج الأكبر؛ أصبح هذا النظام نموذجًا للممالك الهندية اللاحقة. تحت حكم جوبتا، بدأت الهندوسية المتجددة القائمة على الإخلاص، بدلًا من إدارة الطقوس، في تأكيد نفسها. انعكس هذا التجديد في ازدهار فن النحت والعمارة، الذي وجد الرعاة بين النخبة الحضرية. ازدهر الأدب الكلاسيكي السنسكريتي أيضًا، وحققت العلوم الهندية وعلم الفلك والطب والرياضيات تقدمًا كبيرًا.

### الهند في العصور الوسطى
عرف العصر الهندي المبكر في العصور الوسطى -600 م إلى 1200 م- من خلال الممالك الإقليمية والتنوع الثقافي. عندما حاول هارشا من قنوج، الذي حكم قسم كبير من سهل الغانج الهندي من 606 إلى 647 م التوسع جنوبًا، هزمه حاكم سلالة تشالوكيا في ديكان. عندما حاول خليفته التوسع شرقًا، هزمه ملك بالا في البنغال. عندما حاول تشالوكيا التوسع جنوبًا، هزموهم البالافا من أقصى الجنوب، والذين عورضوا بدورهم من قبل سلالتي بانديا وتشولا من أقصى الجنوب. لم يكن أي حاكم في تلك الفترة قادرًا على إنشاء إمبراطورية والسيطرة باستمرار على الأراضي الواقعة خارج منطقته الأساسية. خلال ذلك الوقت، جرى استيعاب الشعوب الرعوية، الذين قد طُهرت أراضيهم من أجل إفساح المجال أمام الاقتصاد الزراعي المتنامي داخل المجتمع الطبقي وكذلك الطبقات الحاكمة غير التقليدية الجديدة. وبالتالي بدأ نظام الطبقات في إظهار الاختلافات الإقليمية.
في القرنين السادس والسابع، أُنشئت أول ترانيم تعبدية باللغة التاميلية. قلدت لاحقًا في جميع أنحاء الهند وأدت إلى عودة ظهور الهندوسية وتطور جميع اللغات الحديثة في شبه القارة الهندية. اجتُذبت العائلة المالكة الهندية، الكبيرة والصغيرة، والمعابد التي رعاها المواطنون بأعداد كبيرة إلى العواصم، التي أصبحت مراكز اقتصادية أيضًا. بدأت مدن المعابد ذات الأحجام المختلفة في الظهور في كل مكان حيث خضعت الهند لعملية تحضر أخرى. بحلول القرنين الثامن والتاسع، كانت الآثار محسوسة في جنوب شرق آسيا، إذ جرى تصدير الثقافة والأنظمة السياسية في جنوب الهند إلى الأراضي التي أصبحت جزءًا من ميانمار، وتايلاند، ولاوس، وكمبوديا، وفيتنام، والفلبين، وماليزيا، وجاوة. شارك التجار والعلماء الهنود وأحيانًا الجيوش في هذا النقل؛ أخذ سكان جنوب شرق آسيا زمام المبادرة أيضًا، مع إقامة العديد من المعاهد الدينية الهندية وترجمة النصوص البوذية والهندوسية إلى لغاتهم.بعد القرن العاشر، اجتاحت العشائر البدوية المسلمة في آسيا الوسطى، باستخدام سلاح الفرسان السريع وتجهيز جيوش كبيرة توحدها العرق والدين، مرارًا وتكرارًا السهول الشمالية الغربية في جنوب آسيا، ما أدى في النهاية إلى إنشاء سلطنة دلهي الإسلامية في عام 1206. كان على السلطنة السيطرة على جزء كبير من شمال الهند والقيام بالعديد من الغزوات في جنوب الهند. على الرغم من أن السلطنة كانت مزعجة في البداية للنخب الهندية، لكن السلطنة تركت إلى حد كبير سكانها غير المسلمين الخاضعين لقوانينها وعاداتها. من خلال صد المغيرين المغول بشكل متكرر في القرن الثالث عشر، أنقذت السلطنة الهند من الدمار الذي حدث في غرب ووسط آسيا، ما مهد الطريق لقرون من هجرة الجنود الفارين والرجال المتعلمين والصوفيين والتجار والفنانين والحرفيين من تلك المنطقة إلى شبه القارة الهندية، وبالتالي خلق التوفيق بين الثقافة الهندية الإسلامية في الشمال. مهدت غارات السلطنة وإضعافها للممالك الإقليمية في جنوب الهند الطريق لإمبراطورية فيجاياناغارا الأصلية. احتضنت تقليدًا شيفاويًا قويًا وبناءً على التكنولوجيا العسكرية للسلطنة، سيطرت الإمبراطورية على جزء كبير من شبه جزيرة الهند،  وكان عليها التأثير على مجتمع جنوب الهند لفترة طويلة بعد ذلك.

### الهند الحديثة المبكرة
في أوائل القرن السادس عشر، سقطت شمال الهند، التي كانت آنذاك تحت حكم المسلمين بشكل أساسي مرة أخرى أمام القدرة الحركية المتفوقة والقوة النارية لجيل جديد من محاربي آسيا الوسطى. لم تقضي سلطنة مغول الهند الناتجة على المجتمعات المحلية التي كانت تحكمها. بدلًا من ذلك، خلقت توازنًا وقامت بتهدئتها من خلال ممارسات إدارية جديدة ونخب حاكمة متنوعة وشاملة،  ما أدى إلى حكم أكثر منهجية ومركزية واتحاد. وتجنب مغول الهند الروابط القبلية والهوية الإسلامية، خاصة في عهد جلال الدين أكبر، وحدوا عوالمهم النائية من خلال الولاء، الذي عُبر عنه من خلال الثقافة الفارسية، لإمبراطور كان له مكانة شبه إلهية. أدت السياسات الاقتصادية لدولة موغال، التي استمدت معظم الإيرادات من الزراعة وفرضت دفع الضرائب بالعملة الفضية المنظمة جيدًا،  إلى دخول الفلاحين والحرفيين إلى أسواق أكبر. كان السلام النسبي الذي حافظت عليه الإمبراطورية خلال معظم القرن السابع عشر عاملًا في التوسع الاقتصادي للهند،  ما أدى إلى رعاية أكبر للرسم والأشكال الأدبية والمنسوجات والعمارة. اكتسبت المجموعات الاجتماعية المتماسكة حديثًا في شمال وغرب الهند، مثل الماراثيين والراجبوتيين والسيخ، طموحات عسكرية وحاكمة خلال حكم سلطنة مغول الهند، والتي -من خلال التعاون أو الشدائد- أعطتهم الاعتراف والخبرة العسكرية. أدى توسيع التجارة خلال حكم المغول إلى ظهور نخب تجارية وسياسية هندية جديدة على طول سواحل جنوب وشرق الهند. مع تفكك الإمبراطورية، تمكن العديد من هذه النخب من السعي والسيطرة على شؤونهم الخاصة.
بحلول أوائل القرن الثامن عشر، مع عدم وضوح الخطوط الفاصلة بين الهيمنة التجارية والسياسية بشكل متزايد، أنشأت عدد من الشركات التجارية الأوروبية، بما في ذلك شركة الهند الشرقية الإنجليزية، بؤر استيطانية ساحلية. أدت سيطرة شركة الهند الشرقية على البحار، والموارد الأكبر، والتدريب العسكري والتكنولوجيا الأكثر تقدمًا إلى زيادة استعراض قوتها العسكرية وجعلها جذابة لجزء من النخبة الهندية، كانت هذه العوامل حاسمة في السماح للشركة بالسيطرة على منطقة البنغال بحلول عام 1765 وتهميش الشركات الأوروبية الأخرى. أدى وصولها الإضافي إلى ثروات البنغال وما تلاه من قوة وحجم جيشها المتزايدة إلى ضم أو إخضاع معظم الهند بحلول عشرينيات القرن التاسع عشر. لم تعد الهند في ذلك الوقت تصدر السلع المصنعة مثلما كانت قبل فترة طويلة، بل كانت تزود الإمبراطورية البريطانية بالمواد الخام بدلًا من ذلك. يعتبر العديد من المؤرخين أن هذه هي بداية الفترة الاستعمارية الهندية. بحلول ذلك الوقت، مع تقليص قوتها الاقتصادية بشدة من قبل البرلمان البريطاني وبعد أن أصبحت بشكل فعال ذراعًا للإدارة البريطانية، بدأت الشركة بشكل أكثر وعيًا في دخول المجالات غير الاقتصادية مثل التعليم والإصلاح الاجتماعي والثقافة.

### الهند الحديثة
يعتبر المؤرخون أن العصر الحديث للهند قد بدأ في وقت ما بين 1848 و1885. مهّد تعيين اللورد دالهوزي في عام 1848 حاكمًا عامًا لشركة الهند الشرقية الطريق للتغييرات الأساسية للدولة الحديثة. وشمل ذلك توطيد السيادة وترسيمها ومراقبة السكان وتعليم المواطنين. أُدخلت التغييرات التكنولوجية -من بينها السكك الحديدية والقنوات والتلغراف- بعد فترة قصيرة من إدخالها في أوروبا. ومع ذلك، بدأ الاستياء من الشركة بالتزايد أيضًا خلال هذا الوقت وأدى إلى اندلاع التمرد الهندي عام 1857. تغذت مشاعر الاستياء والتصورات المتنوعة، بما في ذلك الإصلاحات الاجتماعية على النمط البريطاني، والضرائب القاسية على الأراضي، والمعاملة الموجزة لبعض ملاك الأراضي والأمراء الأغنياء، هز التمرد العديد من مناطق شمال ووسط الهند وهز أسس حكم الشركة. على الرغم من قمع التمرد بحلول عام 1858، لكنه أدى إلى حل شركة الهند الشرقية والإدارة المباشرة للهند من قبل الحكومة البريطانية. بإعلان دولة موحدة ونظام برلماني تدريجي ولكن محدود على النمط البريطاني، قام الحكام الجدد أيضًا بحماية الأمراء وهبطوا طبقة النبلاء كضمانة إقطاعية ضد الاضطرابات المستقبلية. في العقود التالية، ظهرت الحياة العامة تدريجيًا في جميع أنحاء الهند، ما أدى في النهاية إلى تأسيس المؤتمر الوطني الهندي في عام 1885.

تميّز الاندفاع نحو التقانة وتسويق الزراعة في النصف الثاني من القرن التاسع عشر بالنكسات الاقتصادية وأصبح العديد من صغار المزارعين يعتمدون على أهواء الأسواق البعيدة. كانت هناك زيادة في عدد المجاعات واسعة النطاق،  وعلى الرغم من مخاطر تطوير البنية التحتية التي يتحملها دافعو الضرائب الهنود، فقد ولدت القليل من العمالة الصناعية للهنود. كانت هناك أيضًا تأثيرات مفيدة: أدت الزراعة التجارية، خاصة في البنجاب المقشور حديثًا، إلى زيادة إنتاج الغذاء للاستهلاك الداخلي. قدمت شبكة السكك الحديدية الإغاثة من المجاعة الحرجة،  وخفضت بشكل ملحوظ تكلفة نقل البضائع،  وساعدت الصناعة الهندية الوليدة.
بعد الحرب العالمية الأولى، التي خدم فيها ما يقرب من مليون هندي،  بدأت فترة جديدة. تميزت بإصلاحات بريطانية ولكن أيضًا بوجود تشريعات قمعية، ودعوات هندية أكثر صرامة للحكم الذاتي، وبواكير حركة لاعنفية رافضة للتعاون مع البريطانيين، والتي أصبح موهانداس كرمشاند غاندي زعيمها ورمزًا دائمًا. خلال ثلاثينيات القرن الماضي، شرع البريطانيون في إجراء إصلاح تشريعي بطيء. حقق المؤتمر الوطني الهندي انتصارات في الانتخابات. كان العقد التالي مليئًا بالأزمات: المشاركة الهندية في الحرب العالمية الثانية، ودفعة الكونجرس الأخيرة لعدم التعاون، وتصعيد القومية الإسلامية. توج كل ذلك بحلول الاستقلال في عام 1947، ولكنه تخفف بتقسيم الهند إلى دولتين: الهند وباكستان.
كان دستورها الذي اكتمل في عام 1950 أمرًا حيويًا لصورة الهند الذاتية بصفتها دولة مستقلة، والذي أنشأ جمهورية علمانية وديمقراطية. وبقيت دولة ديمقراطية ذات حريات مدنية، ومحكمة عليا نشطة وصحافة مستقلة إلى حد كبير. أدى التحرير الاقتصادي الذي بدأ في التسعينيات إلى تكوين طبقة وسطى حضرية كبيرة، وحول الهند إلى أحد أسرع الاقتصادات نموًا في العالم بأسره،  وزاد من نفوذها الجغرافي السياسي. تلعب الأفلام والموسيقى والتعاليم الروحية الهندية دورًا متزايدًا في الثقافة العالمية. ومع ذلك، تتشكل الهند أيضًا من خلال ما يبدو أنه فقر لا ينضب، في كل من المناطق الريفية والحضرية؛ عن طريق العنف الديني والمرتبط بالطبقية؛ من قبل التمردات الناكسالية المستوحاة من الماويين؛ والانفصالية في جامو وكشمير، وفي شمال شرق الهند. لدى الهند نزاعات إقليمية لم تحل مع الصين[1] وباكستان. تعد الحريات الديمقراطية المستدامة للهند فريدة من نوعها بين دول العالم الأحدث؛ ومع ذلك، على الرغم من النجاحات الاقتصادية الأخيرة، فإن التحرر من الفاقة للسكان المحرومين ما يزال هدفًا لم يتحقق بعد.

## الجغرافيا
تشغل الهند الجزء الأكبر من شبه القارة الهندية، وتقع أعلى الصفيحة التكتونية الهندية، وهي صفيحة ثانوية بداخل الصفيحة الأسترالية الهندية. بدأت العمليات الجيولوجية المحدِّدة للهند منذ خمسة وسبعين مليون سنة، عندما بدأت الصفيحة الهندية التي كانت حينها جزءًا من جنوبي قارة غندوانا العظيمة بالانحراف تدريجيًا مستمرةً لمدة خمسين مليون سنة- عبر المحيط الهندي الذي كان لم يتشكل بعد. نتيجةً لتصادم شبه القارة مع الصفيحة الأوراسية واختفائها تحته، أدّى ذلك إلى نشأة سلسلة الهيمالايا المتاخمة للهند من الشمال والشمال الشرقي. وفي قاع النهر السابق مباشرةً جنوب جبال الهيمالايا الناشئة، حيث أدّى تحرك صفيحة أرضية إلى حدوث غور والذي أصبح تدريجيًا فيما بعد مملوءًا بالرواسب التي تحملها الأنهار،  والتي تشكل الآن الصفيحة الهندو غانجية. تقع صحراء ثار إلى الغرب من هذه الصفيحة وتخترقها سلسلة جبال آرافالي. الصفيحة الهندية الأصلية التي أصبحت الآن جنوب الهند هي الأقدم، وجيولوجيًا الجزء الأكثر استقرارًا في الهند، تمتد إلى أقصى الشمال عند سلسلة جبال ساتبورا وفيندهيا في وسط الهند. تبدأ تلك السلاسل الجبلية المتوازية من ساحل بحر العرب في غوجرات غربًا، إلى هضبة غوتا ناغبور الغنية بالفحم في جارخاند إلى الشرق. وإلى الجنوب تقع بقية أرض شبه القارة، هضبة الدكن التي تحدها من اليسار واليمين سلاسل الجبال الساحلية، والغات الغربية والشرقية على التوالي. تتضمن الهضبة أقدم التكوينات الصخرية في الهند إذ تعود نشأتها لأكثر من مليار سنة.
تبلغ مساحة الهند 3287590 كيلومترًا مربعًا، كما يبلغ عدد سكان الهند حوالي 1,252,000,000 حسب إحصائية البنك الدولي لعام 2013. وبذلك تقع الهند إلى الشمال من خط الاستواء بين '44°6 و'30°35 شمال خط العرض و'7°68 و'25°97 شرق خط الطول (شمال الهند هي المنطقة المتنازع عليها من نهر سياتشن الجليدي قي جامو وكشمير، إلا أن حكومة الهند، تعتبر المنطقة بأكملها من زمن الدول الأميرية من ضمن ولاية جامو وكشمير بما فيها المناطق الشمالية التي تديرها حاليًا في باكستان، وبالتالي يعطي خط الطول 37 ° 6 'إلى الشمال).

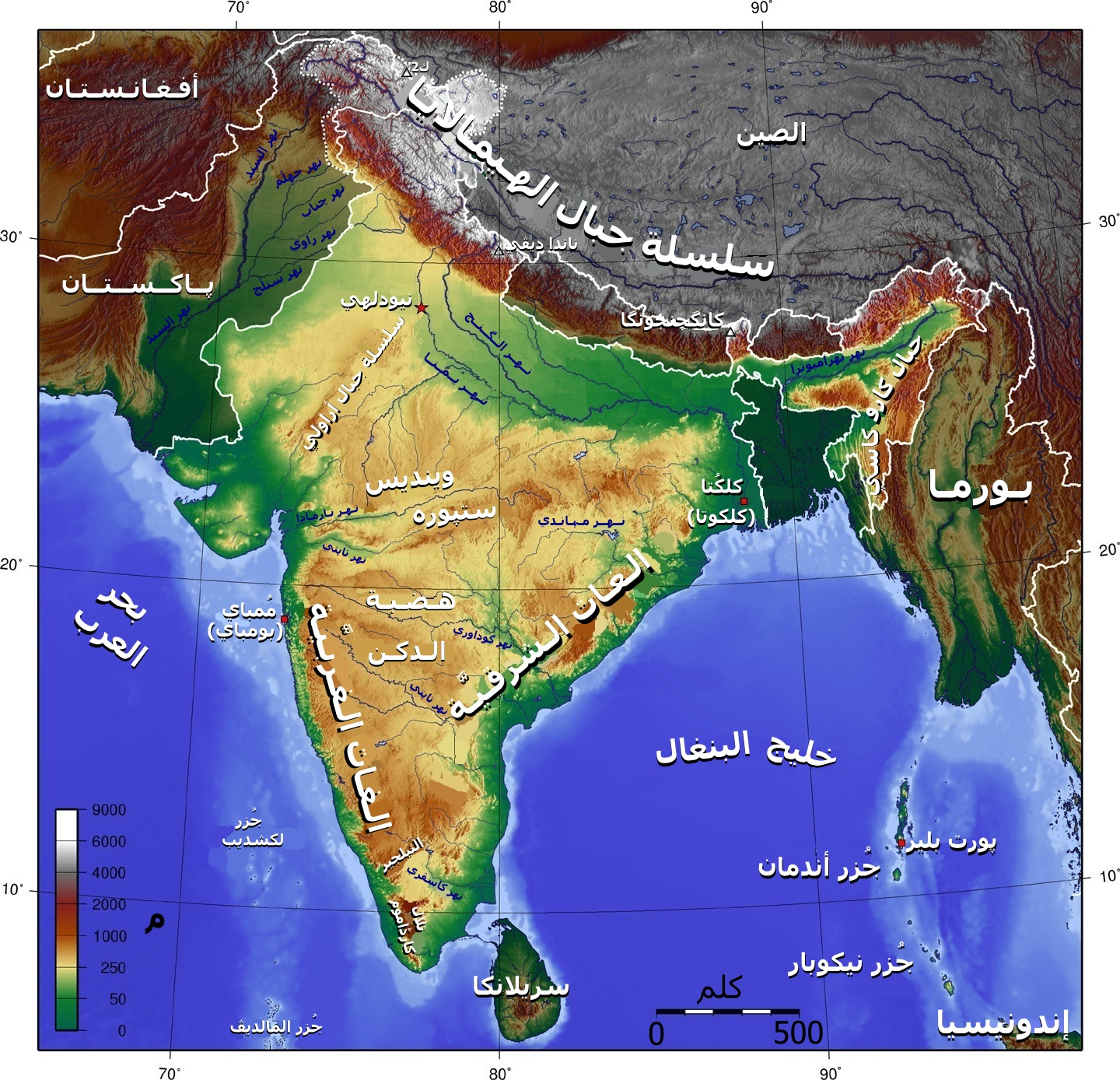
خريطة طبوغرافية للهند.

يمتد ساحل الهند على مسافة 7,517 كيلومتر (4,700 ميل) ومن تلك المسافة هنالك 5,423 كيلومتر (3,400 ميل) تقع ضمن إلى شبه قارة الهند، فضلًا عن 2,094 كيلومتر (1,300 ميل) تقع ضمن جزر أندامان ونيكوبار، وجزر لكشديب. واستنادًا إلى الخرائط الهيدروغرافية البحرية الهندية، يتكون البر الرئيسي للساحل من الآتي: 43% شواطيء رملية، 11% ساحل صخري بما في ذلك المنحدرات الصخرية الشاطئية و46% مسطحات من الطمي (السهول الطينية) أو مستنقعات ساحلية.
أنهار الهيمالايا الرئيسية التي تتدفق بشكل كبير داخل الهند بما في ذلك نهر الغانج ونهر براهمابوترا وكلاهما يصب في خليج البنغال. تشمل الروافد الهامة لنهر الغانج كلًا من نهري يامونا وكوسي منخفضي الانحدار بشدة، واللذان يتسببان بفيضانات مدمرة كل عام. من الأنهار الرئيسية لشبه القارة والتي يمنع مصبها المنحدر المياه من الفيضان كلًا من نهر جودافاري وماهانادي وكافيري وكريشنا والذين يصبون كذلك في خليج البنغال،  ونهري نارمادا وتابتي اللذان يصبان في بحر العرب. ومن بين أبرز المعالم الساحلية في الهند مستنقعات ران كوتش في غرب الهند، والغرينية دنا سونداربانس، والتي تتشاركها الهند مع بنغلاديش. وللهند أرخبيلان هما: لكشديب وهي مجموعة من الشعب الحلقية تقع قبالة الساحل الجنوبي الغربي للهند، وجزر أندمان ونيكوبار وهي عبارة عن سلسلة بركانية تقع في بحر أندامان.
يتأثر مناخ الهند بشدة بالهيمالايا وصحراء ثار وكل منهما يؤدي إلى رياح موسمية. تمنع الهيمالايا بلوغ رياح سفحية هابطة باردة قادمة من آسيا الوسطى، لتحافظ على الجزء الأكبر من شبه القارة الهندية أكثر دفئًا من معظم المناطق التي تقع معها على نفس خط العرض. تلعب صحراء ثار دورًا رئيسيًا في جذب الرطوبة المحملة بالرياح الموسمية الجنوب-غربية وذلك في الفترة بين يونيو وأكتوبر لتمد الهند بمعظم أمطارها. أربع مجموعات مناخية رئيسية هي السائدة في الهند: الاستوائية الرطبة، الاستوائية الجافة، وشبه الاستوائية الرطبة والجبلية.

## التنوع الحيوي
تُعدّ الهند بلدًا بالغ التنوع، وهو مصطلح يستخدم لـ17 دولة تحتوي تنوعًا حيويًا عاليًا وتضم على العديد من الأنواع الأصلية حصريًا أو المتوطنة فيها. الهند موطن لـ8.6% من جميع أنواع الثدييات، و13.7% من أنواع الطيور، و7.9% من أنواع الزواحف، و6% من أنواع البرمائيات، و12.2% من أنواع الأسماك، و6.0% من جميع أنواع النباتات المزهرة. إن ثلث أنواع النباتات الهندية متوطنة. تحتوي الهند أيضًا على أربعة من 34 بؤرة للتنوع البيولوجي في العالم،  أو المناطق التي تظهر خسارة كبيرة في الموائل في ظل وجود توطن مرتفع.
تبلغ مساحة الغطاء الحرجي للهند 701,673 كـم2 (270,917 ميل2)، وهو ما يمثل 21.35% من إجمالي مساحة الأراضي في البلاد. يمكن تقسيمها إلى فئات واسعة من كثافة المظلة، أو نسبة مساحة الغابة التي تغطيها مظلة الأشجار،  غابة كثيفة للغاية تزيد كثافتها عن 70%، تحتل 2.61% من مساحة أراضي البلاد. يسود في الغابة الاستوائية الرطبة لجزر أندمان وغات الغربية وشمال شرق الهند. غابة معتدلة الكثافة، تتراوح كثافتها بين 40% و70%، وتحتل 9.59% من مساحة أراضي الهند. تسود في الغابات الصنوبرية المعتدلة في جبال الهيمالايا، وغابات الشورية القاسية النفضية الرطبة في شرق الهند، وغابة خشب الساج الجافة المتساقطة في وسط وجنوب الهند. بالإضافة إلى الغابات المفتوحة التي تتراوح كثافتها بين 10% و40%، وتحتل 9.14% من مساحة أراضي الهند،  وتهيمن على الغابة الشائكة التي يغلب عليها السنط العربي في هضبة ديكان الوسطى وسهل الغانج الغربي.
من بين الأشجار المحلية البارزة في شبه القارة الهندية، نبات النيم الشائع، الذي يستخدم على نطاق واسع في طب الأعشاب الهندي الريفي،  ونبات أثأب الهند،  والمعروض على أختام موهينجو-دارو القديمة،  والذي دُوِّن ضمن شريعة بالي أن بوذا كان قد جلس تحت أحد أشجارها سعيًا للتنوير.

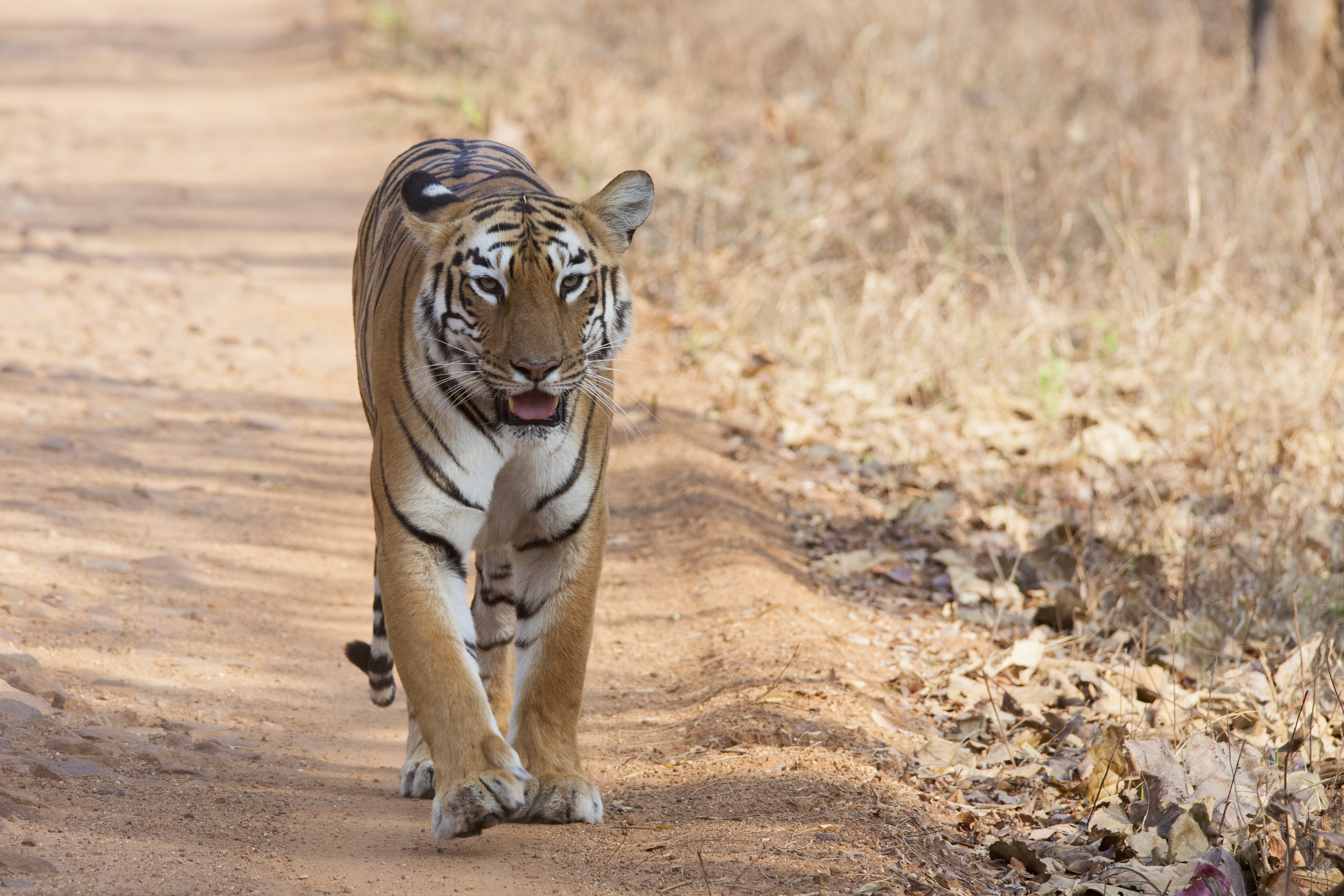
يوجد في الهند غالبية الببور البرية في العالم، ما يقرب من 3000 في عام 2019.

انحدرت العديد من الأنواع الهندية من تلك الموجودة في قارة غندوانا العظمى الجنوبية التي انفصلت عنها الهند قبل أكثر من 100 مليون سنة. أدى تصادم الهند اللاحق مع أوراسيا إلى تبادل جماعي للأنواع. ومع ذلك، تسببت البراكين والتغيرات المناخية في وقت لاحق في انقراض العديد من الأشكال الهندية المتوطنة. بعد ذلك، دخلت الثدييات الهند من آسيا من خلال ممرين جغرافيين حيوانيين تحيط بهما جبال الهيمالايا. كان لهذا تأثير في خفض التوطن بين الثدييات في الهند، والتي تبلغ 12.6%، مقابل 45.8% بين الزواحف و55.8% بين البرمائيات المتوطنة البارزة هي ضفدع بيدوم من غاتس الغربية. بالإضافة إلى وجود القرد الضعيف (قرد الورق المغطى).
تحتوي الهند على 172 نوعًا من الحيوانات المهددة بالانقراض مصنفة من قبل الاتحاد الدولي لحفظ الطبيعة، أو 2.9% من الأشكال المهددة بالانقراض،  وتشمل هذه الببور البنغالية المهددة بالانقراض ودولفين نهر الغانج. تشمل الأنواع المهددة بالانقراض: الجافيال، والتمساح؛ والحبارى الهندي العظيم، والنسر الهندي ذو الردف الأبيض، الذي انقرض تقريبًا بسبب تناول جيف الأبقار المعالجة بالديكلوفيناك. لقد أدى التعدي البشري المنتشر والمدمّر بيئيًا في العقود الأخيرة إلى تعريض الحياة البرية الهندية للخطر. ردًا على ذلك، وُسع نظام الحدائق الوطنية والمناطق المحمية، الذي أنشئ لأول مرة في عام 1935 بشكل كبير. في عام 1972، سنت الهند قانون حماية الحياة البرية ومشروع النمر لحماية الحياة البرية المهمة. سُن قانون الحفاظ على الغابات في عام 1980 وأضيفت تعديلات عليه في عام 1988. تستضيف الهند أكثر من خمسمئة محمية للحياة البرية وثلاثة عشر محمية من المحيط الحيوي،  أربعة منها جزء من الشبكة العالمية لمحميات المحيط الحيوي؛ سُجلت خمسة وعشرين أرضًا رطبة بموجب اتفاقية رامسار.

## السياسة والحكومة

### السياسة
الهند هي أكبر دول العالم الديمقراطية من حيث عدد السكان. وهي جمهورية برلمانية ذات نظام متعدد الأحزاب،  بها ثمانية أحزاب وطنية معترف بها، بما في ذلك حزب المؤتمر الوطني الهندي وحزب بهاراتيا جاناتا (بي جاي بّي)، وأكثر من 40 حزبًا إقليميًا. يعد حزب المؤتمر الوطني الهندي من يسار الوسط في الثقافة السياسية الهندية،  ويعدّ حزب بهاراتيا جاناتا حزبًا يمينيًا. خلال معظم الفترة بين عام 1950 -عندما أصبحت الهند جمهورية لأول مرة- وأواخر الثمانينيات، كان لحزب المؤتمر أغلبية في البرلمان. منذ ذلك الحين -ومع ذلك- فقد تشارك بشكل متزايد في المسرح السياسي مع حزب بهاراتيا جاناتا،  وكذلك مع الأحزاب الإقليمية القوية التي غالبًا ما فرضت تشكيل حكومات ائتلافية متعددة الأحزاب تموقعت ضمن الوسط السياسي.

في الانتخابات العامة الثلاثة الأولى لجمهورية الهند، في 1951 و 1957 و 1962، حقق حزب المؤتمر بقيادة جواهر لال نهرو انتصارات سهلة. عند وفاة نهرو في عام 1964، أصبح لال بهادور شاستري لفترة وجيزة رئيسًا للوزراء؛ خلفته، بعد وفاته غير المتوقعة في عام 1966، ابنة نهرو أنديرا غاندي، التي قادت الكونجرس إلى الانتصارات الانتخابية في عامي 1967 و 1971. بعد الاستياء العام من حالة الطوارئ التي أعلنتها في عام 1975، خسر حزب المؤتمر السلطة في عام 1977؛ وفاز حزب جاناتا الجديد آنذاك، الذي عارض حالة الطوارئ، واستمرت حكومته أكثر من عامين بقليل. بعد التصويت على العودة إلى السلطة في عام 1980، شهد حزب المؤتمر تغييرًا في القيادة في عام 1984، عندما اغتيلت أنديرا غاندي؛ وخلفها ابنها راجيف غاندي الذي حقق فوزًا سهلًا في الانتخابات العامة في وقت لاحق من ذلك العام. تم التصويت لحزب المؤتمر مرة أخرى في عام 1989 عندما فاز ائتلاف الجبهة الوطنية، بقيادة جاناتا دال المشكلة حديثًا بالتحالف مع جبهة اليسار، في الانتخابات. أثبتت تلك الحكومة أيضًا أنها لم تدم طويلًا نسبيًا، ولم تدم سوى أقل من عامين. أجريت الانتخابات مرة أخرى في عام 1991؛ لم يفز أي حزب بأغلبية مطلقة. كان المؤتمر، باعتباره أكبر حزب منفرد، قادرًا على تشكيل حكومة أقلية بقيادة بي في ناراسيمها راو.
أعقبت الانتخابات العامة عام 1996 فترة عامين من الاضطرابات السياسية. وتقاسمت عدة تحالفات قصيرة العمر السلطة في المركز. شكل حزب بهاراتيا جاناتا حكومة لفترة وجيزة في عام 1996؛ تلاه تحالفان طويلا الأمد نسبيًا للجبهة المتحدة، كان اعتماده الأكبر على الدعم الخارجي. في عام 1998، تمكن حزب بهاراتيا جاناتا من تشكيل ائتلاف ناجح، التحالف الوطني الديمقراطي (إن دي أيه). بقيادة أتال بيهاري فاجبايي، أصبح التجمع الوطني الديمقراطي أول حكومة ائتلافية غير تابعة لحزب المؤتمر تكمل ولاية مدتها خمس سنوات. مرة أخرى في الانتخابات العامة الهندية عام 2004، لم يفز أي حزب بأغلبية مطلقة، لكن المؤتمر ظهر كأكبر حزب منفرد، وشكل ائتلافًا ناجحًا آخر: التحالف التقدمي المتحد (يو بّي أيه). وقد حظي بدعم الأحزاب اليسارية والنواب المعارضين لحزب بهاراتيا جاناتا. عاد التحالف التقدمي المتحد إلى السلطة في الانتخابات العامة لعام 2009 بأعداد متزايدة، ولم يعد يتطلب دعمًا خارجيًا من الأحزاب الشيوعية في الهند. في ذلك العام، أصبح مانموهان سينغ أول رئيس وزراء منذ جواهر لال نهرو في عام 1957 وعام 1962 يُعاد انتخابه لولاية مدتها خمس سنوات متتالية. في الانتخابات العامة لعام 2014، أصبح حزب بهاراتيا جاناتا أول حزب سياسي منذ عام 1984 يفوز بأغلبية ويحكم دون دعم من أحزاب أخرى. رئيس الوزراء الحالي هو ناريندرا مودي، رئيس وزراء ولاية غوجارات السابق. في 20 يوليو 2017، انتُخب رام نات كوفيند الرئيس الرابع عشر للهند وأدى اليمين الدستورية في 25 يوليو عام 2017.

### الحكومة

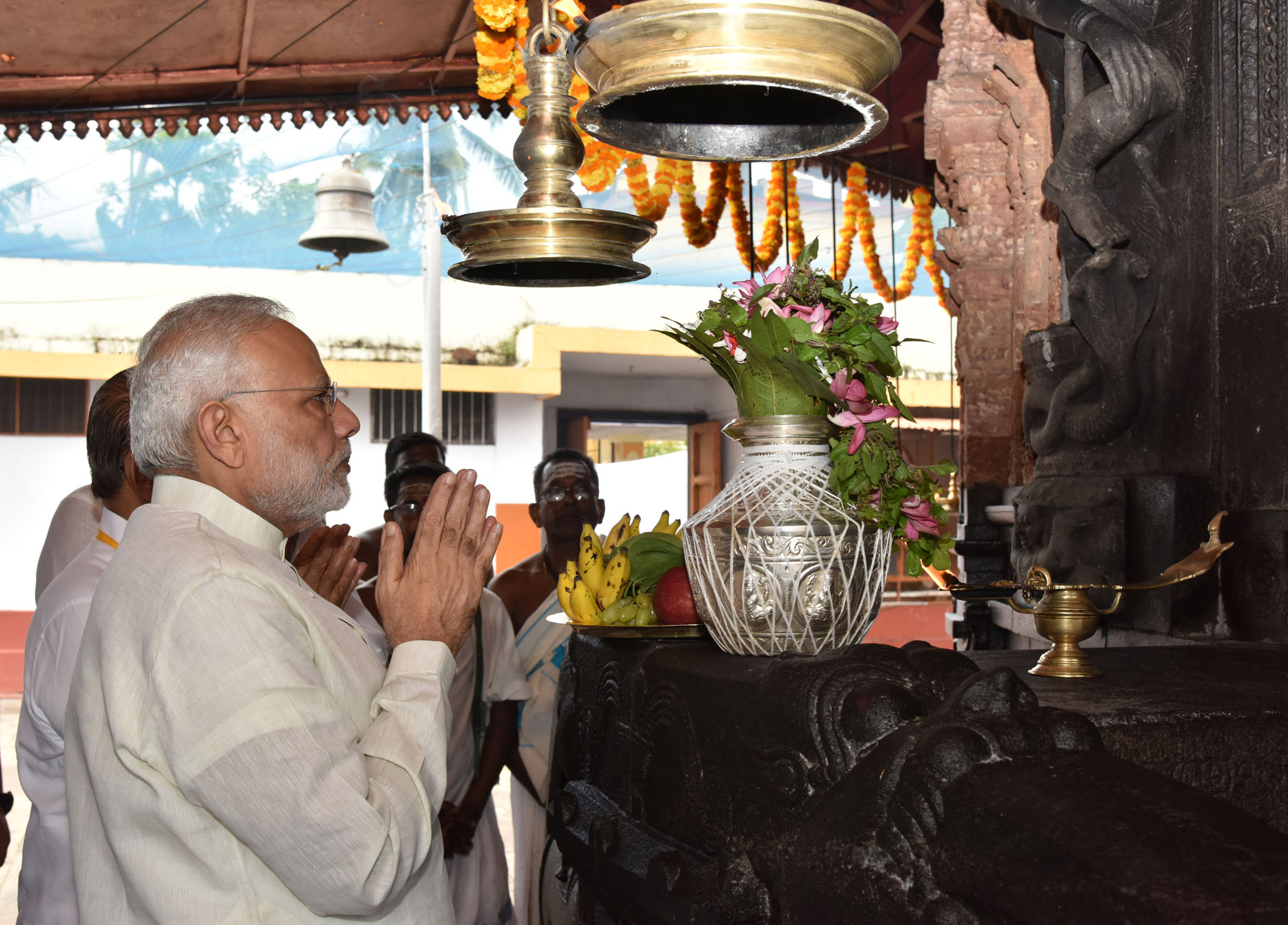
رئيس الوزراء ناريندرا مودي يؤدي الصلاة في معبد سريكانتيسوارا، في ولاية كيرالا.

الهند هي اتحاد فيدرالي بنظام برلماني يحكمه دستور الهند - الوثيقة القانونية العليا في البلاد. إنها جمهورية دستورية وديمقراطية تمثيلية، إذ يتم تعديل حكم الأغلبية من خلال حقوق الأقليات التي يحميها ويكفلها القانون. تحدد الفيدرالية في الهند توزيع السلطة بين الاتحاد والولايات. نص دستور الهند، الذي دخل حيز التنفيذ في 26 يناير عام 1950، في الأصل على أن الهند جمهورية ديمقراطية وذات سيادة. عُدلت هذا التوصيف في عام 1971 إلى جمهورية ذات سيادة، اشتراكية، علمانية، ديمقراطية. شكلت الحكومة في الهند، التي توصف تقليديًا بأنها شبه فيدرالية مع مركز قوي وولايات ضعيفة،  نمت الفيدرالية بشكل متزايد منذ أواخر التسعينيات نتيجة للتغيرات السياسية والاقتصادية والاجتماعية.
تتألف حكومة الهند من ثلاثة أفرع:
- السلطة التنفيذية: رئيس الهند هو رأس الدولة الشرفي، [197] المنتخب بشكل غير مباشر لمدة خمس سنوات من قبل مجمع انتخابي يضم أعضاء المجالس التشريعية الوطنية والخاصة بالولايات.[198] رئيس وزراء الهند هو رئيس الحكومة ويمارس معظم السلطات التنفيذية.[199] يُعين رئيس الوزراء من قبل الرئيس، [200] بموجب اتفاقية يدعمها الحزب أو التحالف السياسي الذي يتمتع بأغلبية المقاعد في مجلس النواب.[199] تتكون السلطة التنفيذية للحكومة الهندية من الرئيس ونائب الرئيس ومجلس وزراء الاتحاد -مع كون مجلس الوزراء لجنته التنفيذية- برئاسة رئيس الوزراء. أي وزير يتولى حقيبة يجب أن يكون عضوًا في أحد مجلسي البرلمان.[197] في النظام البرلماني الهندي، تخضع السلطة التنفيذية للسلطة التشريعية؛ رئيس الوزراء ومجلسهم مسؤولون مباشرة أمام مجلس النواب في البرلمان. يعمل الموظفون المدنيون مسؤولين تنفيذيين دائمين وتنفذ جميع قرارات السلطة التنفيذية بواسطتهم.[201]
- السلطة التشريعية: الهيئة التشريعية في الهند هي برلمان من مجلسين. تعمل في ظل نظام برلماني على غرار وستمنستر، وتتألف من مجلس أعلى يسمى الراجيا سابها (مجلس الولايات) ومجلس أدنى يسمى اللوك سابها (مجلس الشعب).[202] راجيا سابها هي هيئة دائمة تتكون من 245 عضوًا يخدمون لفترات متعاقبة مدتها ست سنوات.[203] ينتخب معظمهم بشكل غير مباشر من قبل الهيئات التشريعية الإقليمية والخاصة بالولايات المؤلّفة للاتحاد بأعداد تتناسب مع حصة دولتهم من السكان الوطنيين.[200] ينتخب جميع أعضاء لوك سابها البالغ عددهم 545، باستثناء اثنين، عن طريق التصويت الشعبي؛ يمثلون دوائر انتخابية ذات عضو واحد لمدة خمس سنوات.[204] يرشح العضوين المتبقيين من قبل الرئيس من بين الجالية الأنجلو-هندية، في حالة ما إذا قرر الرئيس أنهما غير ممثلين بشكل كافٍ.[205][206]
- السلطة القضائية: يوجد في الهند نظام قضائي موحد مستقل[207] من ثلاث مستويات يضم المحكمة العليا برئاسة رئيس القضاة في الهند، و 25 محكمة عليا، وعددًا كبيرًا من محاكم الموضوع.[207] للمحكمة العليا اختصاص أصلي على القضايا المتعلقة بالحقوق الأساسية والنزاعات بين الدول والمركز ولها سلطة استئناف على المحاكم العليا.[208] وله سلطة إلغاء قوانين الاتحاد أو قوانين الولاية التي تتعارض مع الدستور، [209] وإبطال أي إجراء حكومي تعتبره غير دستوري.[210]

### التقسيمات الإدارية
تتكون الهند من ثماني وعشرين ولاية وثمانية أقاليم اتحادية. جميع الولايات وثلاثة من الأقاليم الاتحادية هما بودوتشيري وإقليم العاصمة الوطني دلهي وجامو وكشمير ينتخبون الهيئات التشريعية والحكومات على غرار نموذج وستمنستر. أما الأقاليم الاتحادية الخمسة الباقية فهي تحت الحكم المركزي المباشر من خلال مدراء معينيين.في عام 1956، في إطار حركة إعادة التنظيم الخاصة بالولايات. تم تشكيل الولايات بناءً على أساس لغوي. ومنذ ذلك الحين، ظل هذا الهيكل إلى حد كبير بدون تغيير. تم تقسيم كل ولاية أو إقليم اتحادي إلى مقاطعات إدارية. وتم تقسيم المقاطعات بدورها إلى تعلقة وتحصيل وأخيراً إلى قرى.
الأقاليم الاتحادية
- جزر أندمان ونيكوبار
- شانديغار
- دادرا ونغر هاويلي ودامان وديو
- جامو وكشمير
- لداخ
- لكشديب
- إقليم العاصمة الوطني دلهي
- بونديتشيري

| - أندرا برديش - أروناجل برديش - آسام - بهار - تشاتيسغار - غوا - غوجارات - هاريانا - هيماجل برديش - جهارخاند - كارناتاكا - كيرلا - مدهيا برديش | - ماهاراشترا - مانيبور - ميغالايا - ميزورام - ناجالاند - أوديشا - راجستان - سيكيم - تاميل نادو - تيلانغانا - ترايبورا - أتر برديش - أوتاراخند - البنغال الغربية - البنجاب |

## العلاقات الخارجية والاقتصادية والاستراتيجية

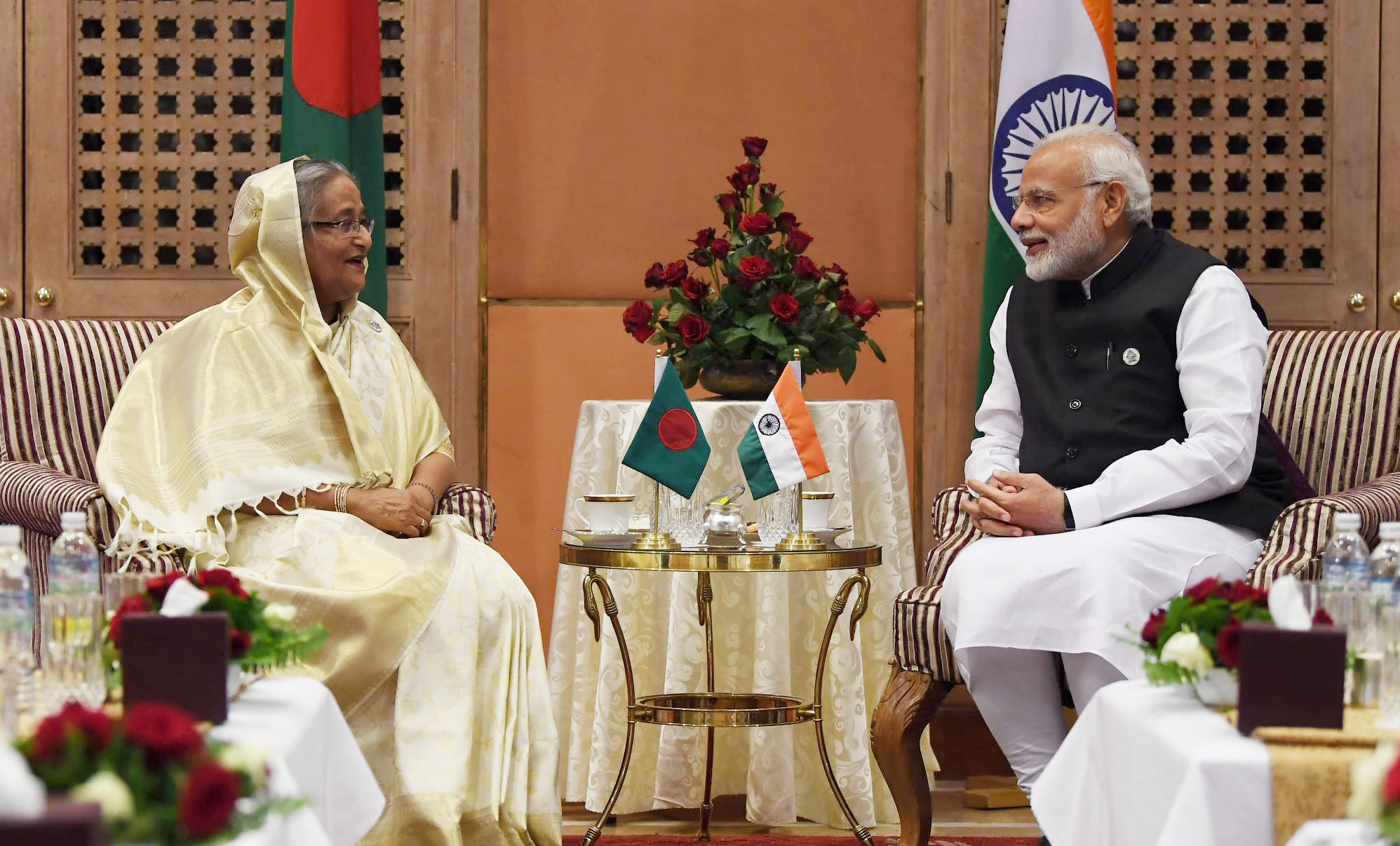
رئيس وزراء الهند ناريندرا مودي يجتمع مع رئيسة وزراء بنغلاديش الشيخة حسينة على هامش قمة>

دعمت الهند بشدة إنهاء الاستعمار في أفريقيا وآسيا في الخمسينيات من القرن الماضي ولعبت دورًا رائدًا في حركة عدم الانحياز. بعد العلاقات الودية في البداية مع الصين المجاورة، دخلت الهند في حرب مع الصين في عام 1962، وكان يُعتقد على نطاق واسع أنها تعرضت للإذلال. تمتلك الهند علاقات متوترة مع جارتها باكستان، إذ خاضت الدولتان الحرب أربع مرات: في عام 1947، وعام 1965، وعام 1971، وعام 1999. وخاضت ثلاث من هذه الحروب على إقليم كشمير المتنازع عليه، في حين أن الحرب الرابعة -حرب 1971- أعقبت دعم الهند لاستقلال بنغلاديش. في أواخر الثمانينيات، تدخل الجيش الهندي مرتين في الخارج بدعوة من البلد المضيف: عملية حفظ سلام في سريلانكا بين عامي 1987 و1990؛ والتدخل المسلح من أجل منع محاولة الانقلاب في جزر المالديف عام 1988. بعد حرب عام 1965 مع باكستان، بدأت الهند في متابعة علاقات عسكرية واقتصادية وثيقة مع الاتحاد السوفييتي. بحلول أواخر الستينيات، كان الاتحاد السوفيتي أكبر مورد للأسلحة للهند.

بصرف النظر عن علاقتها الخاصة المستمرة مع روسيا،  تتمتع الهند بعلاقات دفاعية واسعة النطاق مع إسرائيل وفرنسا. في السنوات الأخيرة، لعبت أدوارًا رئيسية في رابطة جنوب آسيا للتعاون الإقليمي ومنظمة التجارة العالمية. قدمت الأمة 100,000 من أفراد القوات المسلحة والشرطة للخدمة في 35 عملية حفظ سلام تابعة للأمم المتحدة عبر أربع قارات. وتشارك في قمة شرق آسيا ومجموعة الثماني +5 وتجمعات أخرى متعددة الأطراف. تتمتع الهند بعلاقات اقتصادية وثيقة مع دول في أمريكا الجنوبية،  وآسيا وأفريقيا. وهي تنتهج سياسة النظر شرقًا التي تسعى إلى تعزيز الشراكات مع دول مجموعة أسيان واليابان وكوريا الجنوبية التي تدور حول العديد من القضايا، وخاصة تلك التي تنطوي على الاستثمار الاقتصادي والأمن الإقليمي.
أقنعت تجربة الصين النووية في عام 1964، فضلًا عن تهديداتها المتكررة بالتدخل لدعم باكستان في حرب عام 1965 الهند بتطوير أسلحة نووية. أجرت الهند أول تجربة للأسلحة النووية في عام 1974 وأجرت تجارب إضافية تحت الأرض في عام 1998. وعلى الرغم من الانتقادات والعقوبات العسكرية، لم توقع الهند لا معاهدة الحظر الشامل للتجارب النووية ولا معاهدة الحد من انتشار الأسلحة النووية، معتبرة كلتا المعاهدتين ظالمتين وفيها نوع من التمييز. تحتفظ الهند بسياسة عدم الاستخدام الأول للسلاح النووي وتقوم بتطوير قدرة ثلاثية نووية كجزء من عقيدة الحد الأدنى من الردع الموثوق به. وهي تطور درع دفاع صاروخي باليستي وطائرة مقاتلة من الجيل الخامس. تتضمن المشاريع العسكرية المحلية الأخرى تصميم وتنفيذ حاملات طائرات من طراز فيكرانت وغواصات نووية من فئة أيرهانت.

منذ نهاية الحرب الباردة، زادت الهند من تعاونها الاقتصادي والاستراتيجي والعسكري مع الولايات المتحدة والاتحاد الأوروبي. في عام 2008، وقعت اتفاقية نووية مدنية بين الهند والولايات المتحدة. على الرغم من امتلاك الهند أسلحة نووية في ذلك الوقت ولم تكن طرفًا في معاهدة عدم انتشار الأسلحة النووية، لكنها تلقت إعفاءات من الوكالة الدولية للطاقة الذرية ومجموعة الموردين النوويين، ما أنهى القيود السابقة على التكنولوجيا والتجارة النووية الهندية. نتيجة لذلك، أصبحت الهند بحكم الأمر الواقع الدولة السادسة التي تمتلك أسلحة نووية. وقعت الهند بعد ذلك اتفاقيات تعاون تتعلق بالطاقة النووية المدنية مع روسيا،  وفرنسا،  والمملكة المتحدة،  وكندا.

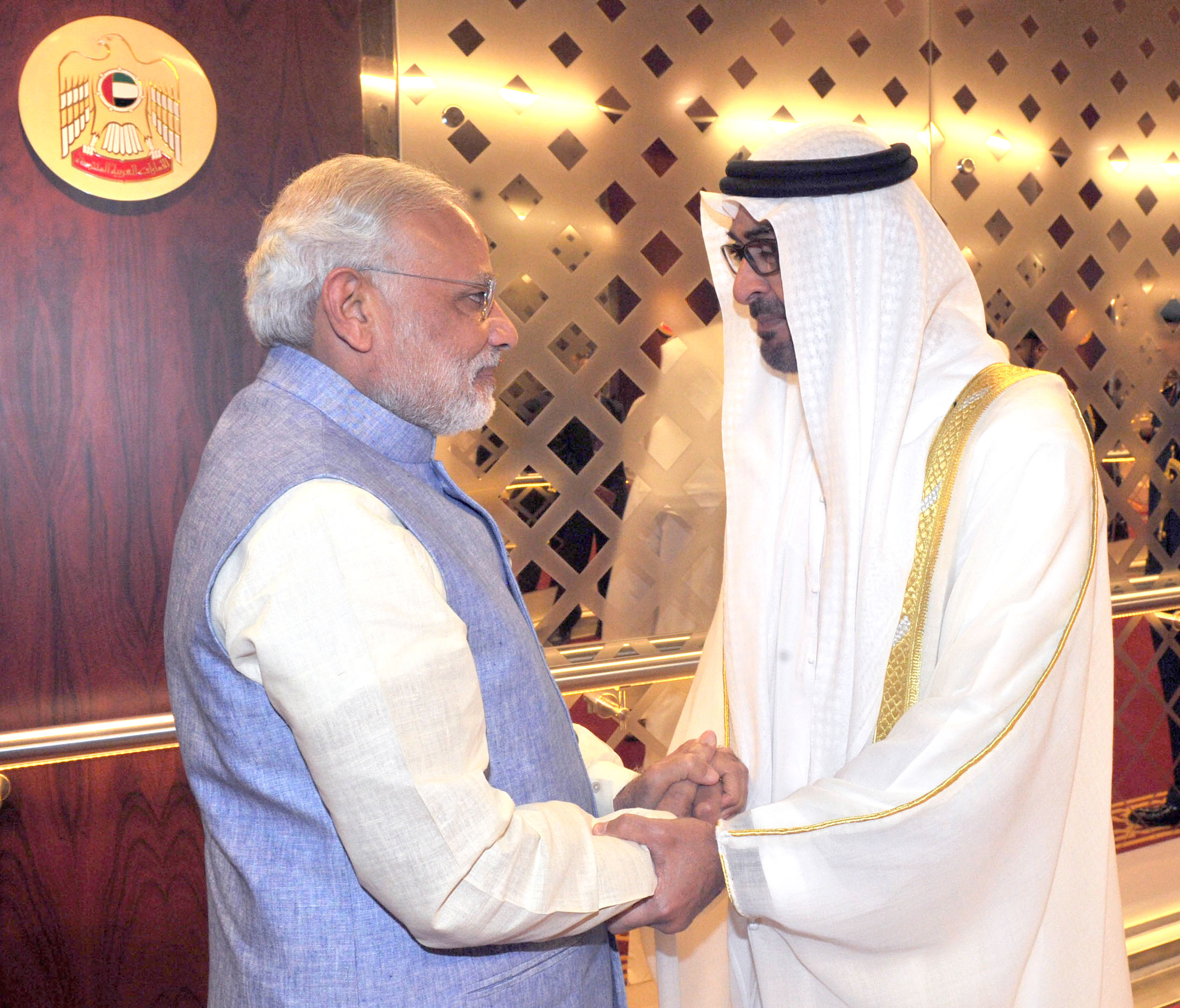
استقبال الرئيس الإماراتي محمد بن زايد آل نهيان لرئيس الوزراء ناريندرا مودي.

رئيس الهند هو القائد الأعلى للقوات المسلحة للأمة. مع 1.395 مليون جندي نشط، فإنهم يشكلون ثاني أكبر جيش في العالم. وهو يتألف من الجيش الهندي والبحرية الهندية والقوات الجوية الهندية وخفر السواحل الهندي. بلغت ميزانية الدفاع الهندية الرسمية لعام 2011 36.03 مليار دولار أمريكي، أو 1.83% من الناتج المحلي الإجمالي. بالنسبة للسنة المالية الممتدة من 2012 إلى 2013، جرى تخصيص 40.44 مليار دولار أمريكي في الميزانية. وفقًا لتقرير معهد ستوكهولم الدولي لأبحاث السلام (إس آي بّي آر آي) لعام 2008، بلغ الإنفاق العسكري السنوي للهند من حيث القوة الشرائية 72.7 مليار دولار أمريكي. في عام 2011، زادت ميزانية الدفاع السنوية بنسبة 11.6%، على الرغم من أن هذا لا يشمل الأموال التي تصل إلى الجيش من خلال الفروع الحكومية الأخرى. اعتبارًا من عام 2012، تعد الهند أكبر مستورد للأسلحة في العالم؛ بين عامي 2007 و2011، مثلت 10% من الأموال التي أنفقت على مشتريات الأسلحة الدولية. تركز جزء كبير من الإنفاق العسكري على الدفاع ضد باكستان ومواجهة النفوذ الصيني المتزايد في المحيط الهندي. في مايو 2017، أطلقت منظمة البحوث الفضائية الهندية قمر جنوب آسيا، هدية من الهند إلى دول رابطة جنوب آسيا للتعاون الإقليمي المجاورة لها. في أكتوبر 2018، وقعت الهند اتفاقية بقيمة 5.43 مليار دولار أمريكي (أكثر من 400 مليار) مع روسيا لشراء أربعة أنظمة دفاع صاروخي أرض-جو من طراز إس-400 تريومف، وهو نظام الدفاع الصاروخي بعيد المدى الأكثر تقدمًا في روسيا.

## الاقتصاد
وفقًا لصندوق النقد الدولي، بلغت قيمة الاقتصاد الهندي في عام 2019 2.9 تريليون دولار؛ ويعد خامس أكبر اقتصاد من حيث أسعار الصرف في السوق، وتبلغ حوالي 11 تريليون دولار، وهو ثالث أكبر اقتصاد من حيث تعادل القوة الشرائية. مع معدل نمو الناتج المحلي الإجمالي السنوي الذي بلغ 5.8% خلال العقدين الماضيين، ووصل إلى 6.1% خلال الفترة 2011-2012، تعد الهند واحدة من أسرع الاقتصادات نموًا في العالم. ومع ذلك، تحتل البلاد المرتبة 139 في العالم في الناتج المحلي الإجمالي الاسمي للفرد و118 في نصيب الفرد من الناتج المحلي الإجمالي وفقًا لتعادل القوة الشرائية. حتى عام 1991، اتبعت جميع الحكومات الهندية سياسات حمائية التي تأثرت بالاقتصاد الاشتراكي. أدى تدخل الدولة واسع النطاق والتنظيم إلى عزل الاقتصاد عن العالم الخارجي. أجبرت أزمة ميزان المدفوعات الحادة في عام 1991 الدولة على تحرير اقتصادها؛ ومنذ ذلك الحين تحركت ببطء نحو نظام السوق الحرة من خلال التأكيد على كل من التجارة الخارجية وتدفقات الاستثمار المباشر. الهند عضو في منظمة التجارة العالمية منذ 1 يناير عام 1995.
القوة العاملة الهندية التي يبلغ تعدادها 513.7 مليون عامل هي ثاني أكبر قوة عاملة في العالم، اعتبارًا من عام 2016. يشكل قطاع الخدمات 55.6% من الناتج المحلي الإجمالي، والقطاع الصناعي 26.3%، والقطاع الزراعي 18.1%. بلغت تحويلات الهند من العملات الأجنبية 70 مليار دولار أمريكي في عام 2014، وهي الأكبر في العالم، وقد ساهمت في اقتصادها 25 مليون هندي يعملون في دول أجنبية. تشمل المنتجات الزراعية الرئيسية: الأرز والقمح والبذور الزيتية والقطن والجوت والشاي وقصب السكر والبطاطس. تشمل الصناعات الرئيسية: المنسوجات، والاتصالات، والكيماويات، والأدوية، والتكنولوجيا الحيوية، وتجهيز الأغذية، والصلب، ومعدات النقل، والأسمنت، والتعدين، والبترول، والآلات والبرمجيات. في عام 2006، بلغت حصة التجارة الخارجية في الناتج المحلي الإجمالي للهند 24% ارتفاعًا من 6% في عام 1985. في عام 2008، كانت حصة الهند من التجارة العالمية 1.68%؛ في عام 2011، كانت الهند عاشر أكبر مستورد في العالم وتاسع عشر أكبر مصدّر. تشمل الصادرات الرئيسية: المنتجات البترولية، والسلع النسيجية، والمجوهرات، والبرمجيات، والسلع الهندسية، والمواد الكيميائية، والسلع الجلدية المصنعة. تشمل الواردات الرئيسية: النفط الخام والآلات والأحجار الكريمة والأسمدة والمواد الكيميائية. بين عامي 2001 و2011، نمت مساهمة البتروكيماويات والسلع الهندسية في إجمالي الصادرات من 14% إلى 42%. كانت الهند ثاني أكبر مصدر للمنسوجات في العالم بعد الصين في السنة التقويمية 2013.
بمتوسط معدل نمو اقتصادي بلغ 7.5% لعدة سنوات قبل 2007، ضاعفت الهند معدلات الأجور في الساعة بأكثر من الضعف خلال العقد الأول من القرن الحادي والعشرين. لقد ترك حوالي 431 مليون هندي الفقر منذ عام 1985؛ من المتوقع أن يصل عدد الطبقات المتوسطة في الهند إلى نحو 580 مليون بحلول عام 2030. على الرغم من احتلال الهند المرتبة 51 في القدرة التنافسية العالمية، اعتبارًا من عام 2010، تحتل الهند المرتبة 17 في تطور السوق المالية، والمرتبة 24 في القطاع المصرفي، والمرتبة 44 في تطور الأعمال، والمرتبة 39 في الابتكار (2024)، قبل العديد من الاقتصادات المتقدمة. مع وجود سبع من أكبر 15 شركة تعهيد لتكنولوجيا المعلومات في العالم مقرها الهند، اعتبارًا من عام 2009، يُنظر إلى البلاد على أنها ثاني أفضل وجهة للاستعانة بمصادر خارجية بعد الولايات المتحدة. من المتوقع أن يصبح السوق الاستهلاكي في الهند، وهو السوق الحادي عشر في العالم، خامس أكبر سوق بحلول عام 2030. كانت زيادة الوصول إلى الكهرباء والطهي النظيف من أولويات الطاقة في الهند: يعد الفحم في البلاد سببًا رئيسيًا لانبعاثات الغازات المسببة للاحتباس الحراري من قبل الهند، لكن الطاقة المتجددة في البلاد تتنافس بقوة.

مدفوعة بالنمو، ارتفع نصيب الفرد من الناتج المحلي الإجمالي الاسمي للهند بشكل مطرد من 329 دولارًا أمريكيًا في عام 1991، عندما بدأ التحرير الاقتصادي، إلى 1,265 دولارًا أمريكيًا في عام 2010، إلى ما يقدر بـ 1723 دولارًا أمريكيًا في عام 2016. ومن المتوقع أن ينمو إلى 2,358 دولارًا أمريكيًا بحلول عام 2020. ومع ذلك، فقد بقي أقل من البلدان النامية الآسيوية الأخرى مثل إندونيسيا وماليزيا والفلبين وسريلانكا وتايلاند، ومن المتوقع أن يظل كذلك في المستقبل القريب. نصيب الفرد من الناتج المحلي الإجمالي أعلى من باكستان ونيبال وأفغانستان وغيرها.
وفقًا لتقرير برايس ووتر هاوس كوبرز (بّي دبليو سي) لعام 2011، يمكن أن يتجاوز الناتج المحلي الإجمالي للهند عند تعادل القوة الشرائية مثيلتها في الولايات المتحدة بحلول عام 2045. خلال العقود الأربعة القادمة، من المتوقع نمو الناتج المحلي الإجمالي الهندي بمتوسط سنوي يبلغ 8%، ما يجعل من المحتمل أن يكون الاقتصاد الرئيسي الأسرع نموًا في العالم حتى عام 2050. يسلط التقرير الضوء على عوامل النمو الرئيسية: التزايد السريع لعدد الشباب في سن العمل; بالإضافة إلى النمو في قطاع التصنيع بسبب ارتفاع مستويات التعليم والمهارات الهندسية؛ والنمو المستدام للسوق الاستهلاكية مدفوعًا بنمو سريع من الطبقة المتوسطة. يحذر البنك الدولي من أنه من أجل تحقيق الهند إمكاناتها الاقتصادية، يتوجب عليها الاستمرار في التركيز على إصلاح القطاع العام، والبنية التحتية للنقل، والتنمية الزراعية والريفية، وإزالة لوائح العمل، والتعليم، وأمن الطاقة، والصحة العامة والتغذية.
وفقًا لتقرير تكلفة المعيشة العالمية لعام 2017 الصادر عن وحدة الاستخبارات الاقتصادية التي أُنشئت من خلال مقارنة سعر أكثر من 400 سلعة فردية عبر 160 منتجًا وخدمة، كانت أربع من أرخص المدن موجودة في الهند: بنغالور (الثالثة)، مومباي وتشيناي (المركز الخامس) ونيودلهي (الثامنة).
جاءت الهند في المرتبة 40 وفق مؤشر الابتكار العالمي عام 2023،  وتقدّمت للمركز 39 وفق مؤشر الابتكار لعام 2024.

### الصناعات
أضافت صناعة الاتصالات السلكية واللاسلكية في الهند -الأسرع نموًا في العالم- 227 مليون مشترك خلال الفترة 2010-2011، وبعد الربع الثالث من عام 2017، تجاوزت الهند الولايات المتحدة لتصبح ثاني أكبر سوق للهواتف الذكية في العالم بعد الصين.
زادت صناعة السيارات الهندية، وهي ثاني أسرع صناعات السيارات نموًا في العالم، المبيعات المحلية بنسبة 26% خلال الفترة 2009-2010، والصادرات بنسبة 36% خلال الفترة 2008-2009. تبلغ قدرة الهند على توليد الطاقة الكهربائية 300 جيجا-واط، منها 42 جيجا-واط قابلة للتجديد. في نهاية عام 2011، وظفت صناعة تكنولوجيا المعلومات الهندية 2.8 مليون محترف، وحققت إيرادات تقترب من 100 مليار دولار أمريكي تعادل 7.5% من الناتج المحلي الإجمالي الهندي، وساهمت بنسبة 26% من صادرات البضائع الهندية.
تعد الصناعة الدوائية في الهند من بين الأسواق الناشئة المهمة لصناعة الأدوية العالمية. كان من المتوقع أن يصل سوق الأدوية الهندي إلى 48.5 مليار دولار بحلول عام 2020. ويشكل إنفاق الهند على البحث والتطوير 60% من صناعة المستحضرات الدوائية الحيوية. الهند من بين أفضل 12 وجهة للتكنولوجيا الحيوية في العالم. نمت صناعة التكنولوجيا الحيوية الهندية بنسبة 15.1% في 2012-2013، ما أدى إلى زيادة إيراداتها من ₹ 204.4 مليار (روبية هندية) إلى 235.24 مليار روبية (3.94 مليار دولار أمريكي في أسعار الصرف في يونيو 2013).

### التحديات الاجتماعية والاقتصادية
على الرغم من النمو الاقتصادي خلال العقود الأخيرة، ما تزال الهند في مواجهة تحديات اجتماعية واقتصادية. في عام 2006، احتوت الهند على أكبر عدد من الأشخاص الذين يعيشون تحت خط الفقر الدولي للبنك الدولي والبالغ 1.25 دولار أمريكي في اليوم. انخفضت النسبة من 60% عام 1981 إلى 42% عام 2005. تحت خط الفقر المعدل لاحقًا للبنك الدولي، كان 21% في عام 2011. يعاني 30.7% من أطفال الهند دون سن الخامسة من نقص الوزن. وفقًا لتقرير منظمة الأغذية والزراعة لعام 2015، يعاني 15% من السكان من سوء التغذية. يحاول مشروع وجبة الظهيرة خفض هذه المعدلات.
وفقًا لتقرير مؤسسة ووك-فري لعام 2016، كان هناك ما يقدر بنحو 18.3 مليون شخص في الهند، أو 1.4% من السكان، يعيشون في أشكال العبودية الحديثة، مثل السخرة، وعمالة الأطفال، والاتجار بالبشر، والتسول القسري، من بين أمور أخرى. وفقًا لتعداد عام 2011، كان هناك 10.1 مليون طفل عامل في البلاد، بانخفاض قدره 2.6 مليون من 12.6 مليون في عام 2001.
منذ عام 1991، نما التفاوت الاقتصادي بين ولايات الهند باستمرار: بلغ نصيب الفرد من الناتج المحلي الصافي للولايات الأغنى 3.2 ضعف نصيب الفرد من أفقر الولايات في عام 2007. يُعتقد أن الفساد في الهند قد انخفض. وفقًا لمؤشر مدركات الفساد، احتلت الهند المرتبة 78 من أصل 180 دولة في عام 2018 بدرجة 41 من 100، وهو تحسن من المرتبة 85 في عام 2014.

### السياحة

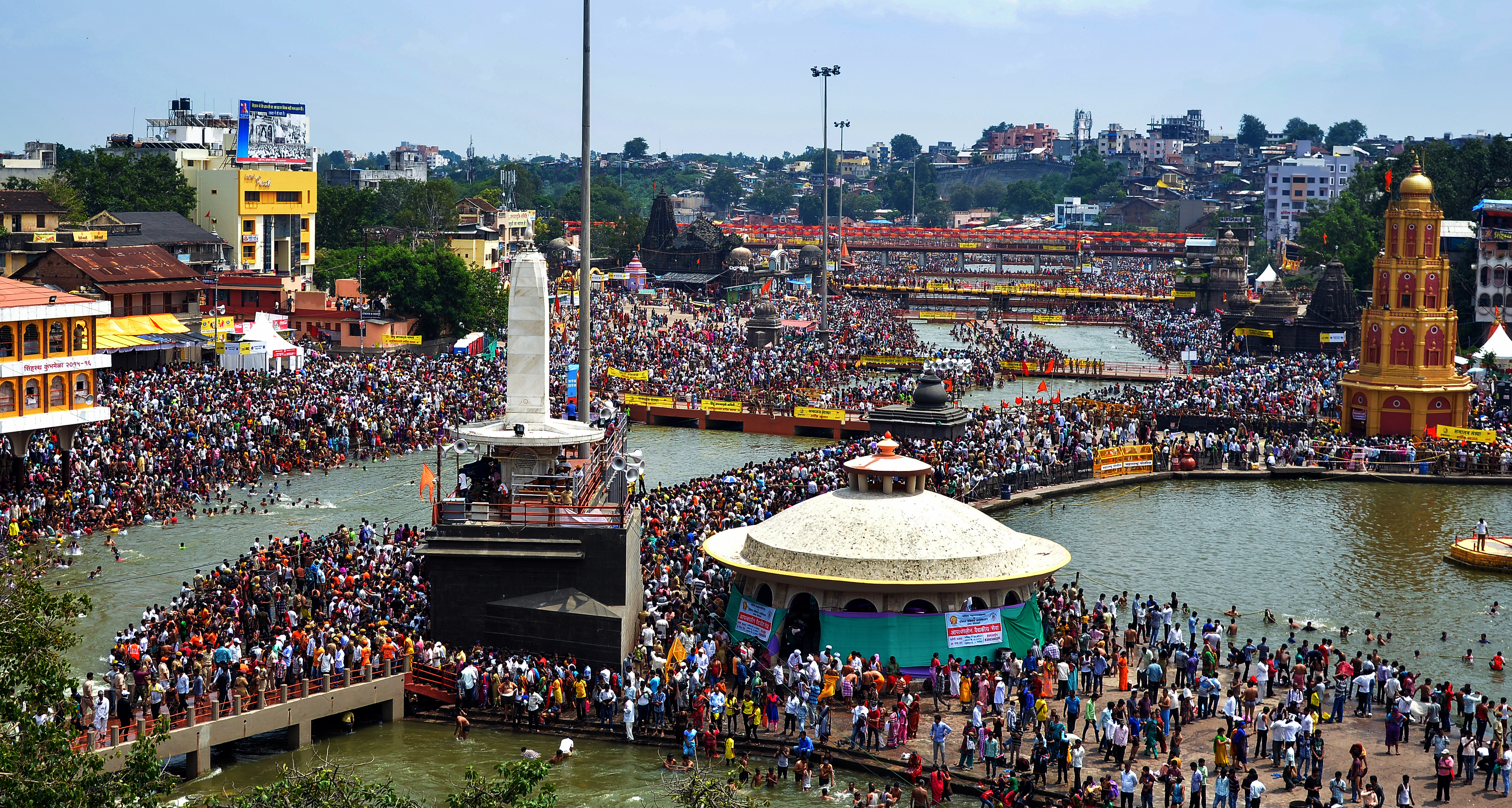
الحج الهندوسي لنهر الجانج يحدث سنويًا ويأتيه زوار من نيبال وموريشيوس وبالي بجانب الولايات الهندية ويدعي كومبا ميلا، حضرة 25 مليون شخص في 24 يناير 2001 مما يجعله أكبر تجمع بشري علي الإطلاق.

تشكل السياحة في الهند 4.6% من الناتج المحلي الإجمالي للبلاد. على عكس القطاعات الأخرى، لا تعد السياحة قطاعًا ذا أولوية بالنسبة لحكومة الهند. صنفت مجلة فوربس الهند على أنها سابع أجمل دولة في تصنيفات "أجمل 50 دولة في العالم". حسب المجلس العالمي للسفر والسياحة أن السياحة ولدت ₹ 13.2 مليون كرور (170 مليار دولار أمريكي) أو 5.8٪ من الناتج المحلي الإجمالي للهند ودعمت 32.1 مليون وظيفة في عام 2021. على الرغم من أن هذه الأرقام كانت أقل مما كانت عليه قبل الوباء الأرقام؛ شهد اقتصاد البلاد نمواً ملحوظاً في عام 2021 بعد الانكماش الكبير خلال عام 2020، ومن المتوقع أن ينمو القطاع بمعدل سنوي قدره 7.8٪ إلى 33.8 كرور روبية (420 مليار دولار أمريكي) بحلول عام 2031 (7.2% من الناتج المحلي الإجمالي).  في أكتوبر 2015،قدرت قيمة قطاع السياحة الطبية في الهند بنحو 3 مليارات دولار أمريكي ، ومن المتوقع أن تنمو إلى 7-8 مليار دولار أمريكي بحلول عام 2020. في عام 2014، سافر 184,298 مريضًا أجنبيًا إلى الهند للحصول على العلاج العلاج الطبي.
وفقًا لوزارة السياحة، وصل أكثر من 6.19 مليون و1.52 مليون سائح أجنبي إلى الهند في عامي 2022 و2021 على التوالي مقارنة بـ 10.93 مليون في عام 2019، وهو ما يمثل انخفاضًا بنسبة -44٪.  تتمتع الهند بعدد أكبر من السياح المحليين، لذا فهي لا تعتمد على السائحين الأجانب كثيرًا. وهذا يجعل الهند الدولة رقم 22 الأكثر زيارة في العالم والثامنة في آسيا والمحيط الهادئ . بلغ عدد الزيارات السياحية المحلية لجميع الولايات والأقاليم الاتحادية 1,036.35 مليون في عام 2012، بزيادة قدرها 16.5% عن عام 2011.

## التركيبة السكانية
مع وجود 1,210,193,422 مقيم مبلغ عنه في تقرير التعداد المؤقت لعام 2011، تعد الهند أكبر دولة في العالم من حيث عدد السكان. نما عدد سكانها بنسبة 17.64% من عام 2001 إلى عام 2011، مقارنة بنسبة نمو بلغت 21.54% في العقد السابق (1991-2001). نسبة الجنس البشري، حسب تعداد 2011، هي 940 أنثى لكل 1000 ذكر. كان متوسط العمر 27.6 اعتبارًا من عام 2016. أول إحصاء سكاني بعد الاستعمار، أجري في عام 1951، أحصى 361 مليون شخص. أدى التقدم الطبي المحرز في الخمسين عامًا الماضية بالإضافة إلى زيادة الإنتاجية الزراعية التي أحدثتها الثورة الخضراء إلى نمو سكان الهند بسرعة.
يبلغ متوسط العمر المتوقع في الهند 68 عامًا - 69.6 عامًا للنساء و67.3 عامًا للرجال. يوجد نحو 50 طبيبًا لكل 100,000 هندي. كانت الهجرة من المناطق الريفية إلى المناطق الحضرية ديناميكية مهمة في تاريخ الهند الحديث. ارتفع عدد الأشخاص الذين يعيشون في المناطق الحضرية بنسبة 31.2% بين عامي 1991 و2001. ومع ذلك، في عام 2001، كان هناك أكثر من 70% يعيشون في المناطق الريفية. ارتفع مستوى التحضر أكثر من 27.81% في تعداد عام 2001 إلى 31.16% في تعداد 2011. يرجع تباطؤ معدل النمو السكاني الإجمالي إلى الانخفاض الحاد في معدل النمو في المناطق الريفية منذ عام 1991. وفقًا لتعداد عام 2011، هناك أكثر من 53 مليون تجمع حضري في الهند؛ من بينها مومباي ودلهي وكلكتا وتشيناي وبنغالور وحيدر أباد وأحمد أباد، بترتيب تنازلي حسب عدد السكان. بلغ معدل معرفة القراءة والكتابة في عام 2011 74.04%: 65.46% بين الإناث و82.14% بين الذكور. وانخفضت فجوة معرفة القراءة والكتابة بين الريف والحضر، والتي كانت 21.2% في عام 2001، إلى 16.1% في عام 2011. وكان التحسن في معدل معرفة القراءة والكتابة في الريف ضعف مثيله في المناطق الحضرية. ولاية كيرالا هي الولاية الأكثر معرفة بالقراءة والكتابة بنسبة 93.91%. بينما ولاية بيهار الأقل بنسبة 63.82%.

### اللغة
الهند هي موطن لعائلتين لغويتين رئيسيتين: الهندوآرية (يتحدث بها نحو 74% من السكان) والدرافيدية (يتحدث بها 24% من السكان). اللغات الأخرى الرائجة في الهند تأتي من العائلتين الأسترو آسيوية والصينية التبتية. الهند ليس لديها لغة وطنية. اللغة الهندية، التي لها أكبر عدد من المتحدثين، هي اللغة الرسمية للحكومة. تُستخدم اللغة الإنجليزية على نطاق واسع في الأعمال والإدارة وتتمتع بوضع لغة رسمية فرعية؛ وهي مهمة في التعليم، خاصة كوسيلة للتعليم العالي. لكل ولاية ومنطقة اتحادية لغة رسمية واحدة أو أكثر، ويعترف الدستور على وجه الخصوص بـ 22 لغة مقررة.

### الدين

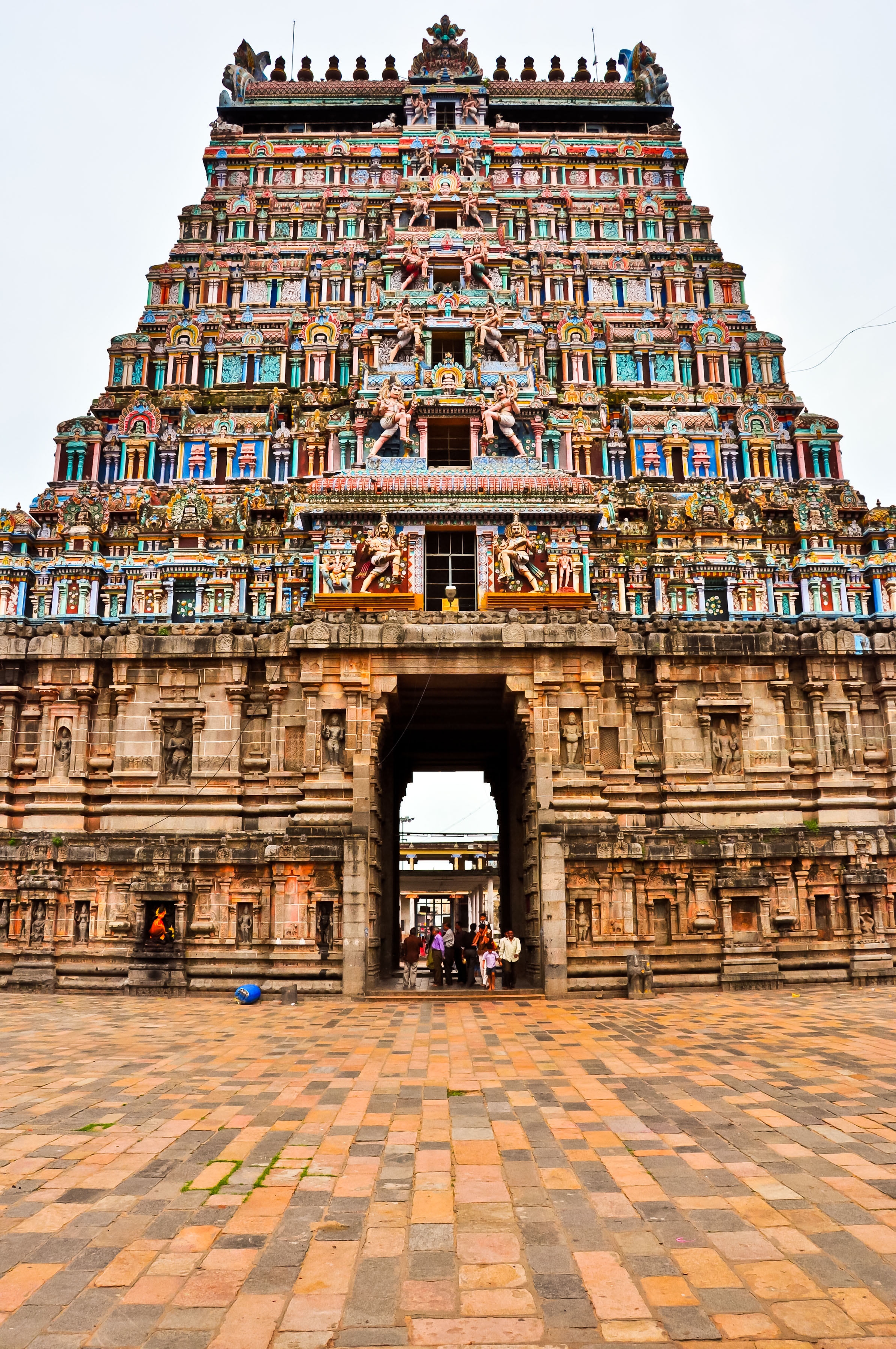
معبد كومباكونام الهندوسي

أفاد تعداد 2011 أن الدين في الهند توزع أكبر عدد من أتباع الأديان بتصدر الهندوسية (79.80% من السكان)، يليها الإسلام (14.23%)؛ الباقي هم المسيحية (2.30%)، السيخية (1.72%)، البوذية (0.70%)، الجاينية (0.36%) وغيرهم (0.9%). الهند لديها ثالث أكبر عدد من السكان المسلمين - وهي الأكبر بالنسبة لدولة ذات أغلبية غير مسلمة.

## الثقافة
يمتد التاريخ الثقافي الهندي لأكثر من 4500 عام. خلال الفترة الفيدية (نحو 1700 - نحو 500 قبل الميلاد)، وضعت أسس الفلسفة الهندوسية والأساطير واللاهوت والأدب، والعديد من المعتقدات والممارسات التي ما تزال موجودة حتى اليوم، مثل الدارما، والكارما، واليوجا، والموكشا، تشتهر الهند بتنوعها الديني، مع أهمية الهندوسية والبوذية والسيخية والإسلام والمسيحية والجاينية باعتبارها الأديان الرئيسية في البلاد. شكلت الديانة السائدة الهندوسية، من خلال مدارس فكرية تاريخية مختلفة، بما في ذلك مدارس الأبانيشاد، واليوجا سوترا، وحركة البهاكتي، والفلسفة البوذية.

### الفنون المرئية

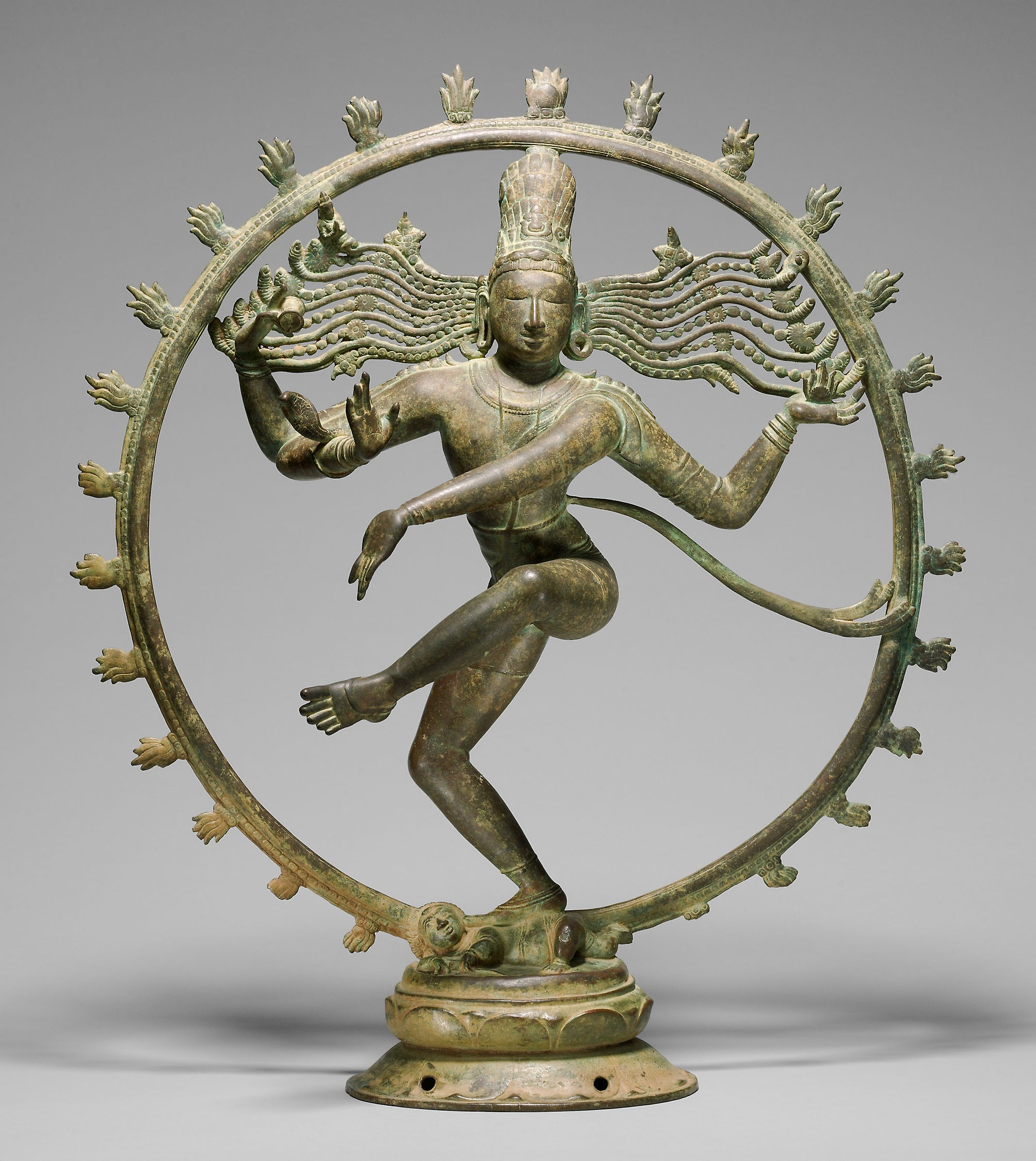
تمثال برونزي لشيفا كإله الرقص (ناتاراجا) يعود للقرن العاشر أو الحادي عشر من عهد سلالة تشولا في تاميل نادو.

تتمتع جنوب آسيا بتقاليد قديمة في الفن، والتي تبادلت التأثيرات مع أجزاء من أوراسيا. عثر على أختام من الألفية الثالثة قبل الميلاد حضارة وادي السند في باكستان وشمال الهند، وكانت أغلبها منحوتة على أشكال الحيوانات، ولكن رمز القليل منها إلى شخصيات بشرية. يعد ختم باشوباتي، الذي جرى التنقيب عنه في موهينجو دارو، باكستان في 1928-1929 أشهرها. بعد ذلك، هناك فترة طويلة من عدم وجود أي شيء تقريبًا. بشكل عام، يعد كل الفن الهندي القديم الباقي تقريبًا بعد ذلك هو في أشكال مختلفة من النحت الديني بمواد متينة أو عملات معدنية. ربما كان هناك في الأصل الكثير من الخشب المفقود. يعدّ فن الإمبراطورية الماورية في شمال الهند أول حركة إمبراطورية. انتشر الفن البوذي مع الديانات الهندية إلى وسط وشرق وجنوب شرق آسيا في الألفية الأولى بعد الميلاد، مع تأثر جنوب آسيا بشكل كبير بالفن الهندوسي. على مدى القرون التالية، لوحظ تطور أسلوب هندي مميز في نحت الشكل البشري، مع اهتمام أقل بتوضيح التشريح الدقيق من النحت اليوناني القديم، ولكنه أظهر أشكالًا متدفقة بسلاسة معبرة عن البرانا (التنفس أو قوة الحياة). غالبًا ما يكون هذا معقدًا بسبب الحاجة إلى إعطاء الأشكال عدة أذرع أو رؤوس، أو تمثيل أجناس مختلفة على يسار ويمين الأشكال، مثلما هو الحال مع شكل أردهاناريشفارا من شيفا وبارفاتي.
معظم أقدم المنحوتات الكبيرة هي بوذية، إما قد نقب عنها من الستوبات بوذية مثل سانشي وسارناث وأمارافاتي، أو نقوش منحوتة في الصخور في مواقع مثل أجانتا وإلورا وكارلا. تظهر المواقع الهندوسية والجاينية في وقت لاحق. على الرغم من هذا المزيج المعقد من التقاليد الدينية -بشكل عام- فإن الأسلوب الفني السائد في أي وقت ومكان كانت مشتركة بين المجموعات الدينية الرئيسية، وربما كان النحاتون يخدمون جميع المجتمعات. غالبًا ما يُنظر إلى فن غوبتا، في ذروته بين حوالي 300 م و500 م، على أنه فترة كلاسيكية استمر تأثيرها لعدة قرون بعد ذلك. شهدت هيمنة جديدة للنحت الهندوسي، مثلما في كهوف إليفانتا. عبر الشمال، أصبح هذا متصلبًا نوعا ما بعد 800 م تقريبًا، على الرغم من ثرائه بالتفاصيل المنحوتة بدقة في محيط التماثيل. أما في الجنوب، تحت حكم سلالتي بالافا وتشولا، كان للنحت من الحجر والبرونز فترة مستدامة من الإنجازات الهامة؛ أصبحت البرونزيات الكبيرة مع شيفا مثل ناتاراجا رمزًا أيقونيًا للهند.

لم تنج اللوحة القديمة إلا في عدد قليل من المواقع، منها المشاهد المزدحمة لحياة البلاط في كهوف أجانتا وهي الأكثر أهمية إلى حد بعيد، ولكن من الواضح أنها كانت متطورة للغاية، وقد ذكرت على أنها إنجاز قضائي في عهد سلالة غوبتا. بقيت المخطوطات المرسومة للنصوص الدينية من شرق الهند حوالي القرن العاشر وما بعده، وكان معظم أقدمها بوذيًا، ولاحقًا جاينيًا. لا شك في أن أسلوب هذه كان يستخدم في لوحات أكبر. لوحة ديكان المشتقة من اللغة الفارسية، والتي بدأت قبل المنمنمة المغولية مباشرة، تقدم بينهما أول مجموعة كبيرة من اللوحات العلمانية، مع التركيز على الصور الشخصية، وتسجيل ملذات الأمراء والحروب. امتد الأسلوب إلى المحاكم الهندوسية، خاصة بين الراجبوت، وطور مجموعة متنوعة من الأساليب، حيث غالبًا ما كانت المحاكم الأصغر هي الأكثر ابتكارًا، مع شخصيات مثل نهال شاند ونيانسوخ. نظرًا لتطور السوق بين المقيمين الأوروبيين، جرى توفيره من خلال لوحة فنية لفنانين هنود مع تأثير غربي كبير. في القرن التاسع عشر، كانت لوحات كاليغات الرخيصة للآلهة والحياة اليومية، على الورق، عبارة عن فن شعبي حضري من كلكتا، والتي شهدت فيما بعد مدرسة البنغال للفنون، ما يعكس الكليات الفنية التي أسسها البريطانيون، وهي أول حركة في الرسم الهندي الحديث.

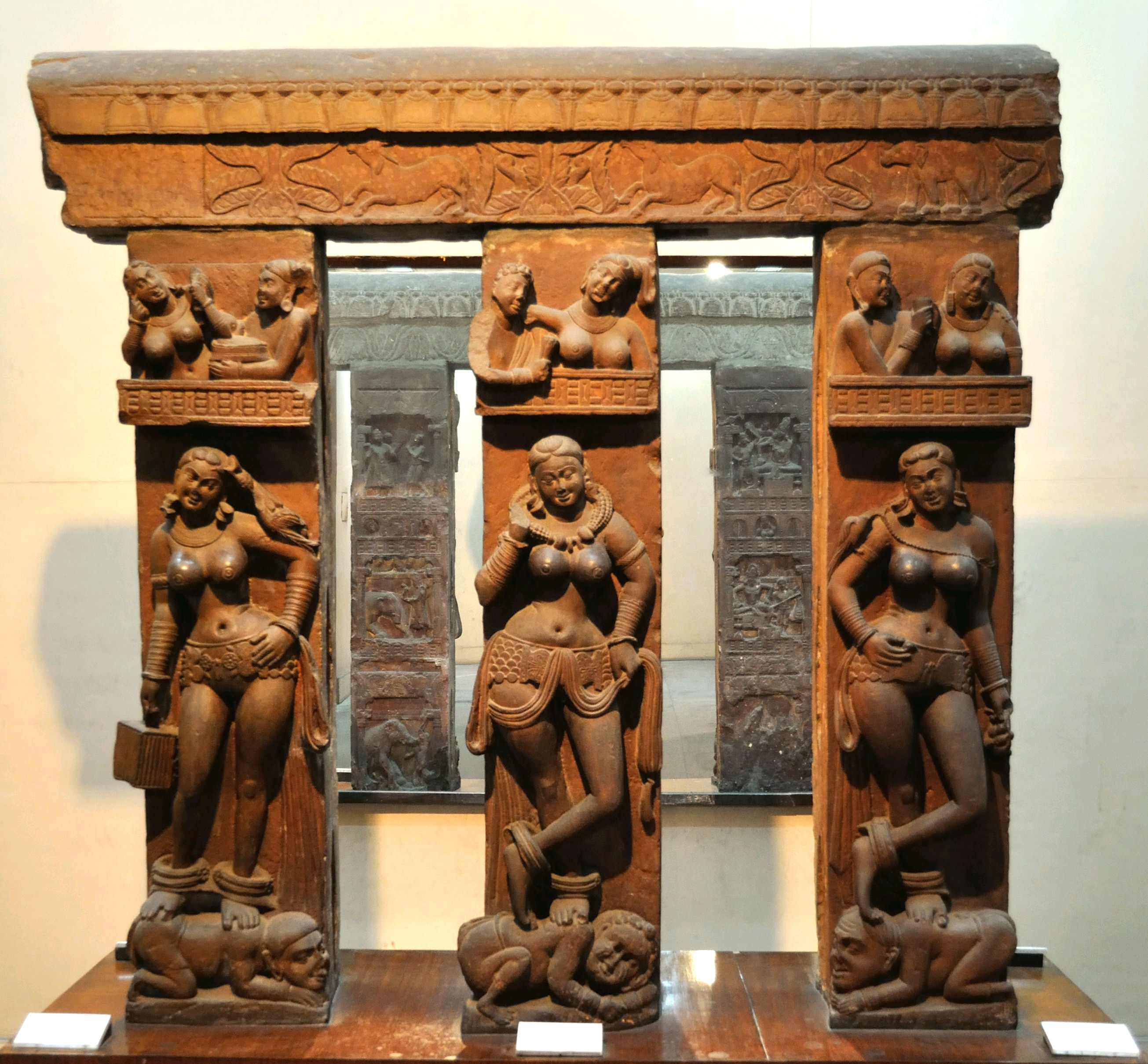
نقوش بوذية من ماثورا تعود للقرن الثاني ميلادي
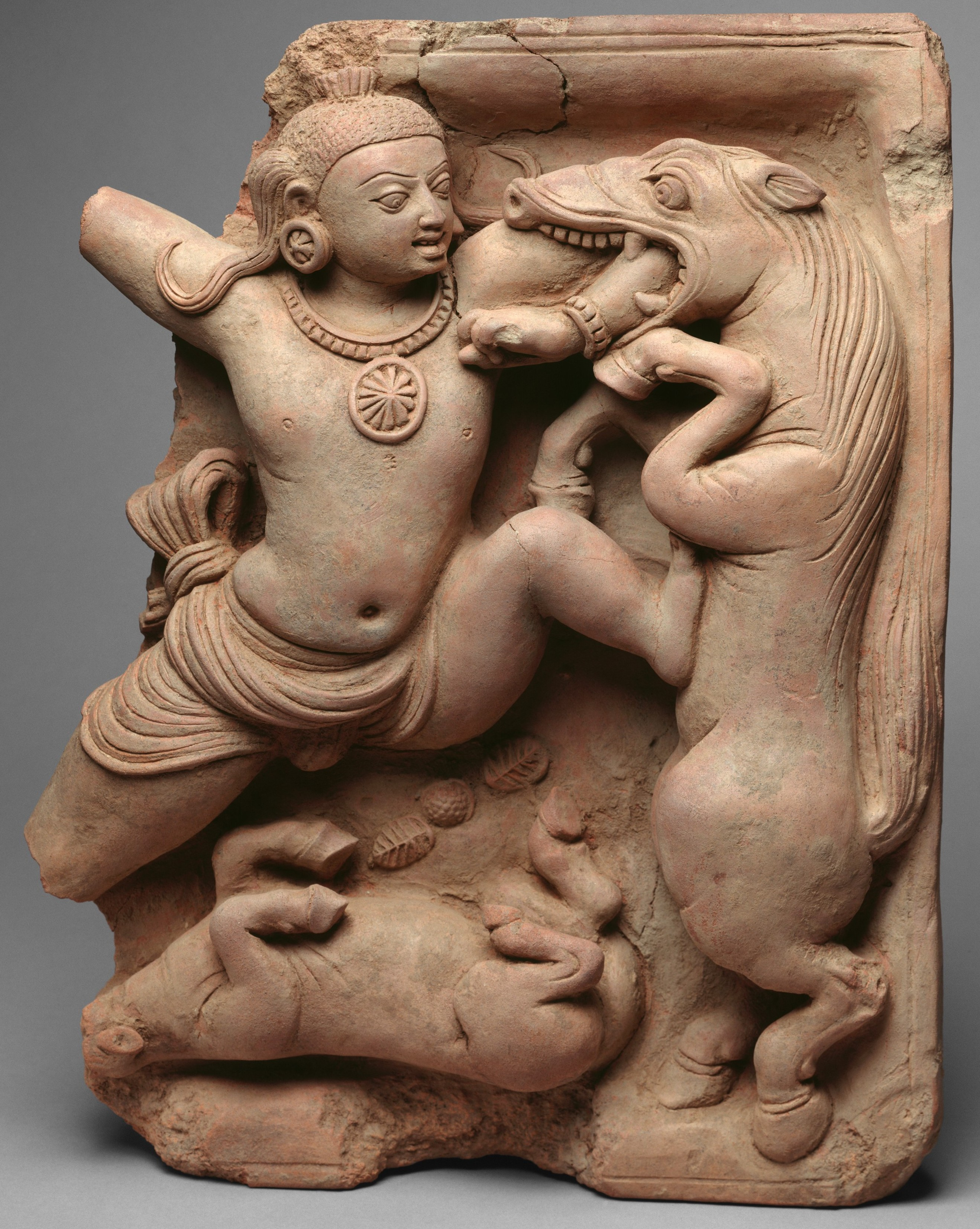
نقش آجّري يعود للقرن الخامس من عهد سلالة غوبتا لكريشنا وهو يقتل الشيطان الحصان كيشي
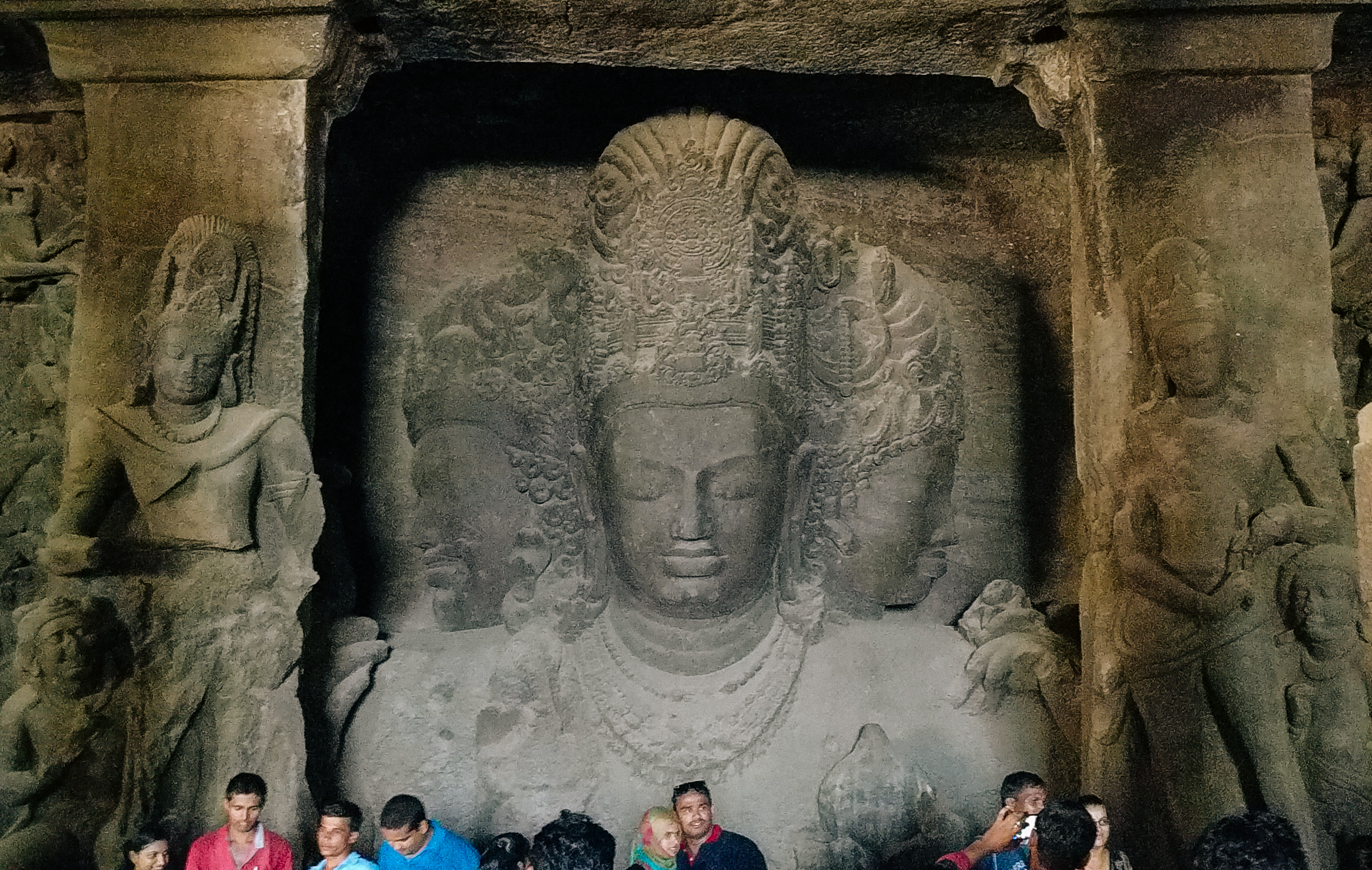
نحت نصفي ثلاثي لشيفا بطول 18 قدم (5.5 م) يعود لنحو عام 550 في كهوف إليفانتا
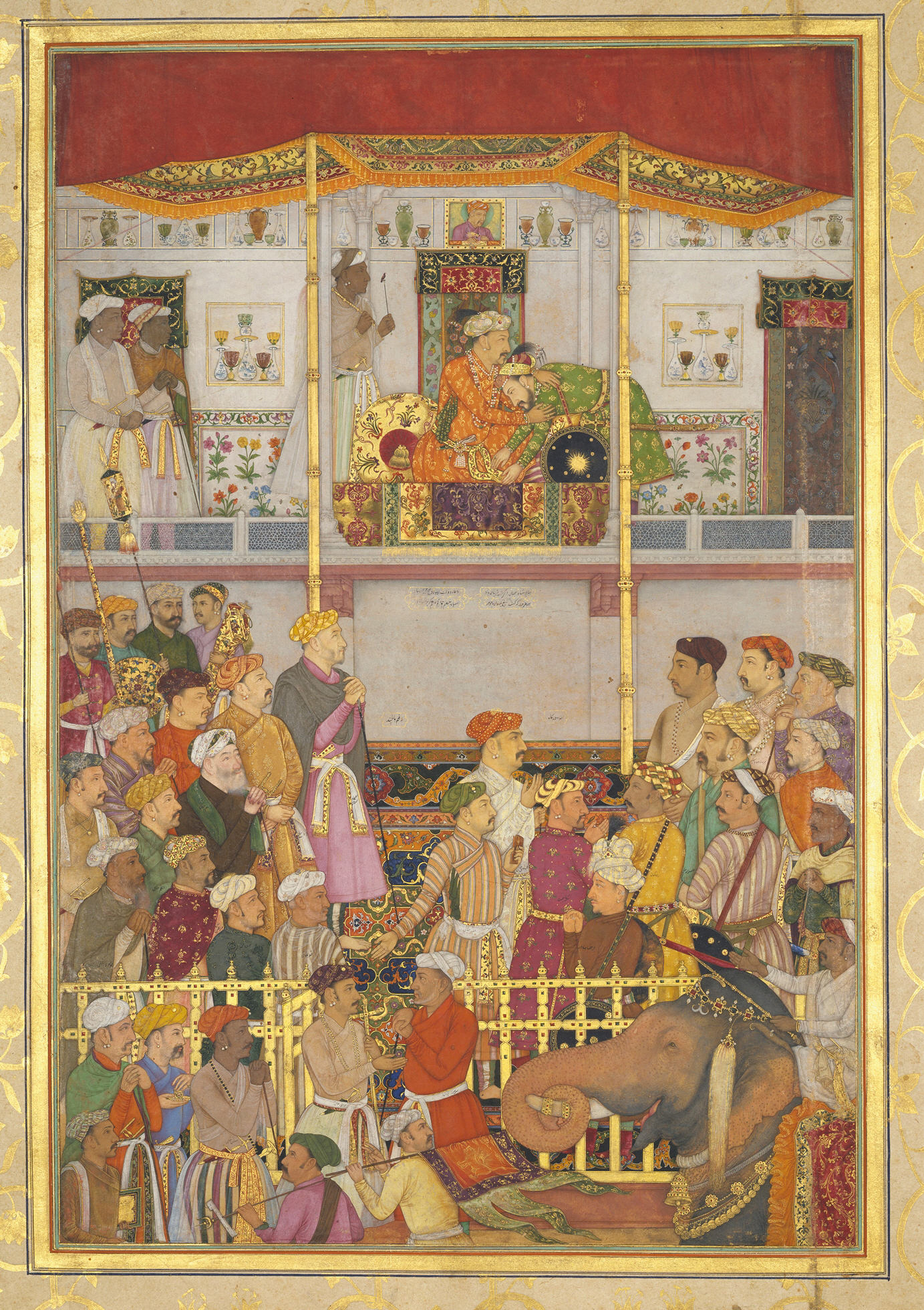
لوحة تعود لنحو عام 1635 تصوّر نور الدين جهانكير خلال استقباله لشهاب الدين شاهجهان في أجمير بعد عودته من حملة ميوار
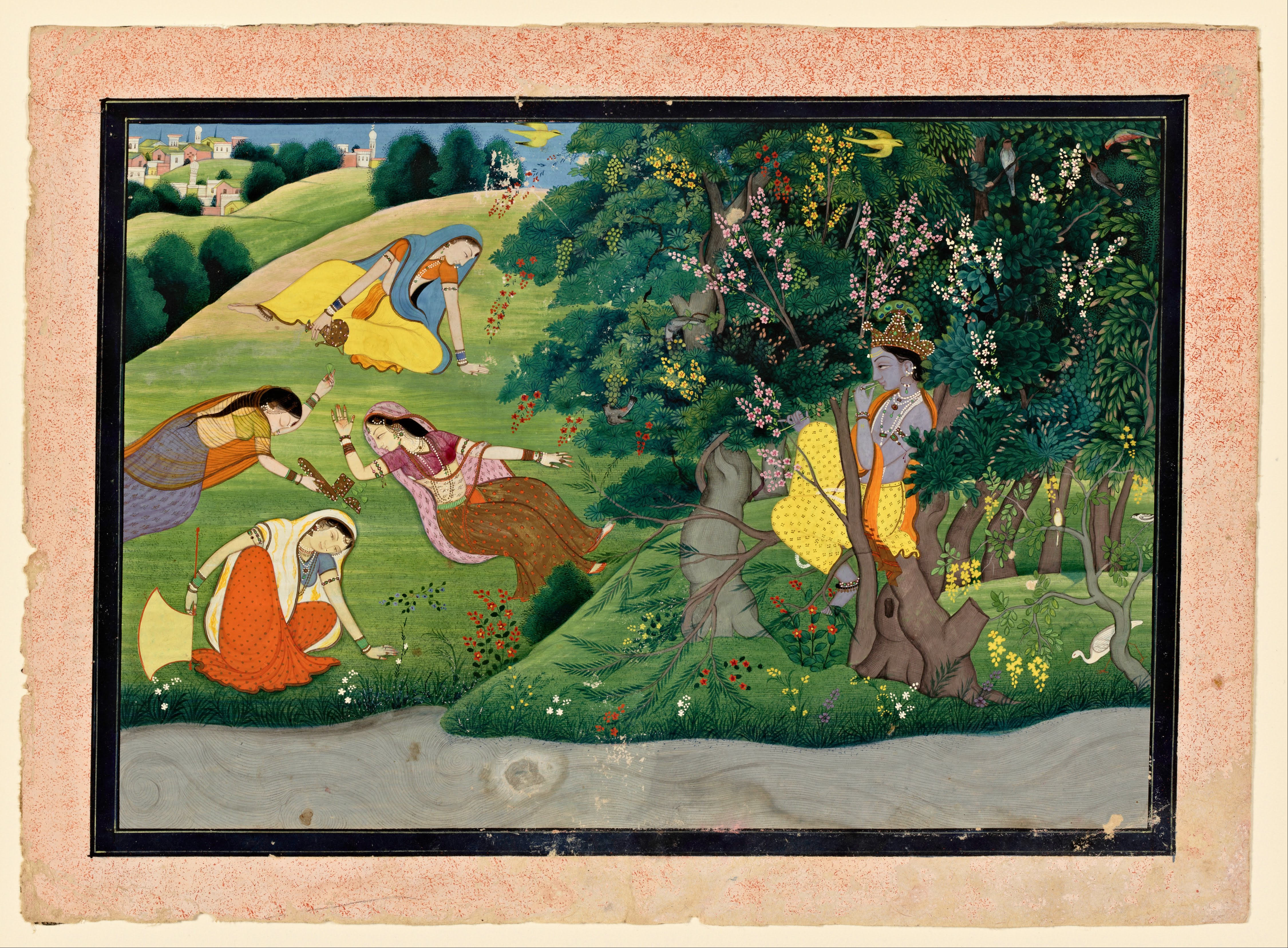
لوحة على نمط مدرسة كانغرا تعود إلى ما بين عام 1775 وعام 1785 تصوّر كريشنا وهو يسترق النظر على حفنة من الحلابات

### العمارة والأدب
تمزج الكثير من العمارة الهندية -بما في ذلك تاج محل- وأعمال أخرى من عمارة مغول الهند، وعمارة جنوب الهند، بين التقاليد المحلية القديمة والأساليب المستوردة. العمارة العامية هي أيضًا إقليمية في نكهاتها. يستكشف فاستو شاسترا، حرفيًا (علم البناء) أو العمارة، المنسوب إلى ماموني مايان، كيف تؤثر قوانين الطبيعة على المساكن البشرية  تستخدم هندسة دقيقة ومحاذاة اتجاهية لتعكس البنى الكونية المتصورة. مثلما هو مطبق في عمارة المعابد الهندوسية، فهي متأثرة بشيلبا شاسترا، وهي سلسلة من النصوص التأسيسية التي شكلها الأسطوري الأساسي هو فاستو بوروشا ماندالا، وهو مربع يجسد المطلق. وصف تاج محل، الذي بني في أغرة بين عامي 1631 و1648 بأوامر من الإمبراطور شاهجهان تخليدًا لذكرى زوجته، في قائمة التراث العالمي لليونسكو بأنه جوهرة الفن الإسلامي في الهند وإحدى روائع الفن الإسلامي التي تحظى بإعجاب عالمي، تراث العالم. اعتمدت إحياء العمارة الهندية-الساراكينوسية، التي طورها البريطانيون في أواخر القرن التاسع عشر، على العمارة الهندية الإسلامية.
كان أقدم الأدب في الهند، الذي تألف بين 1500 قبل الميلاد و1200، باللغة السنسكريتية. تشمل الأعمال الرئيسية في الأدب السنسكريتي ريجفدا (نحو 1500 قبل الميلاد - 1200 قبل الميلاد)، والملاحم: الماهاباراتا (نحو 400 قبل الميلاد - 400 م) ورامايانا (حوالي 300 قبل الميلاد وما بعده)؛ مسرحية التعرف على ساكونتالا، وغيرها من الأعمال الدرامية لكاليداسا (القرن الخامس الميلادي) وشعر ماهايكايفا. تعد فترة الأدب السنغمي في تاريخ الأدب التاميلي المؤلفة من 2381 قصيدة، التي نظمها 473 شاعرًا، أقدم عمل شعري. من القرن الرابع عشر إلى القرن الثامن عشر، مرت التقاليد الأدبية في الهند بفترة تغيير جذري بسبب ظهور الشعراء التعبديين مثل كابير وتولسيداس والغورو ناناك. تميزت هذه الفترة بمجموعة متنوعة وواسعة من الفكر والتعبير؛ ونتيجة لذلك، اختلفت الأعمال الأدبية الهندية في العصور الوسطى اختلافًا كبيرًا عن التقاليد الكلاسيكية. اهتمام جديد بالأسئلة الاجتماعية والأوصاف النفسية: تأثر الأدب الهندي في القرن العشرين بأعمال الشاعر والمؤلف والفيلسوف البنغالي روبندرونات طاغور، الحائز على جائزة نوبل في الأدب.

### الفنون الاستعراضية ومتعددة الوسائط
تختلف الموسيقى الهندية على مختلف التقاليد والأنماط الإقليمية. تشمل الموسيقى الكلاسيكية نوعين وفروعهما الشعبية المتنوعة: المدرسة الهندوستانية الشمالية والمدرسة الكارناتيكية الجنوبية. تشمل الأشكال الشعبية الإقليمية الموسيقى الموسيقى الفلكلورية والفيلمية. التقليد التوفيقي للباول هو شكل معروف من هذا الأخير. يتميز الرقص الهندي أيضًا بأشكال شعبية وكلاسيكية متنوعة. من بين الرقصات الشعبية الأكثر شهرة: بنجرا البنجابي، وبيهو من آسام، وجومير وتشاو من جهارخاند، وأوديشا والبنغال الغربية، وغاربا ودانديا في غوجارات، وغومار من راجاستان، ولافاني ماهاراشترا. شكلت ثمانية أشكال للرقص، العديد منها بأشكال سرد وعناصر أسطورية، حالة الرقص الكلاسيكي من قبل الأكاديمية الوطنية الهندية للموسيقى والرقص والدراما. هؤلاء هم: بهاراتاناتيام بولاية تاميل نادو، وكاثاك من أوتار براديش، وكاثاكالي ومهنياتام من ولاية كيرالا، وكوتشيبودي بولاية أندرا براديش، ومانيبوري من مانيبور، وأوديسي من أوديشا، وساتريا من آسام.
يمزج المسرح في الهند بين الموسيقى والرقص والحوار المرتجل أو الكتابي. غالبًا ما يعتمد على الأساطير الهندوسية، ولكن أيضًا مستعيرًا من رومانسيات العصور الوسطى أو الأحداث الاجتماعية والسياسية، يشمل المسرح الهندي: بهافاي في ولاية غوجارات، والجاترا غرب البنغال، والنوتانكي والرامليلا في شمال الهند، والتاماشا في ولاية ماهاراشترا، والبوراكاتا في ولاية أندرا براديش، والتيروكوتو من تاميل نادو والياكشاغانا من كارناتاكا. الهند لديها معهد تدريب مسرحي المدرسة الوطنية للدراما (إن إس دي) التي تقع في نيودلهي وهي منظمة مستقلة تحت إشراف وزارة الثقافة، حكومة الهند. تنتج صناعة الأفلام الهندية السينما الأكثر مشاهدة في العالم. توجد تقاليد سينمائية إقليمية راسخة في اللغات الآسامية، والبنغالية، والبوجبورية، والهندية، والكانادا، والمالايالامية، والبنجابية، والغوجاراتية، والماراثية، والأوديا، والتاميلية، والتيلوجو. صناعة السينما الهندية (بوليوود) هي أكبر قطاع يمثل 43% من إيرادات شباك التذاكر، تليها صناعات أفلام جنوب الهند التيلجو والتاميلية التي تمثل 36% مجتمعة.
بدأ البث التلفزيوني في الهند في عام 1959 كوسيلة اتصال تديرها الدولة وتوسعت ببطء لأكثر من عقدين. انتهى احتكار الدولة للبث التلفزيوني في التسعينيات. منذ ذلك الحين، شكلت القنوات الفضائية بشكل متزايد الثقافة الشعبية للمجتمع الهندي. اليوم، يعد التلفزيون أكثر وسائل الإعلام انتشارًا في الهند؛ تشير تقديرات الصناعة إلى أنه اعتبارًا من عام 2012، يوجد أكثر من 554 مليون مستهلك للتلفزيون، 462 مليونًا لديهم اتصالات فضائية أو كبلية مقارنة بأشكال أخرى من وسائل الإعلام مثل الصحافة (350 مليون)، الراديو (156 مليون) أو الإنترنت (37 مليون). 

### المجتمع
يعرف المجتمع الهندي التقليدي أحيانًا بالتسلسل الهرمي الاجتماعي. يجسد نظام الطبقات الهندي الكثير من التقسيم الطبقي الاجتماعي والعديد من القيود الاجتماعية الموجودة في شبه القارة الهندية. تعرف الطبقات الاجتماعية من قبل الآلاف من المجموعات الوراثية المتزاوجة داخليًا، وغالبًا ما يطلق عليها جاتيس، التي تعني: الطبقات. أعلنت الهند أن حظر المساس غير قانوني في عام 1947، وسنت منذ ذلك الحين قوانين أخرى مناهضة للتمييز ومبادرات للرعاية الاجتماعية.
تعد القيم العائلية مهمة في التقاليد الهندية، وكانت العائلات الأبوية المشتركة متعددة الأجيال هي القاعدة في الهند، على الرغم من أنها أصبحت شائعة في المناطق الحضرية. ترتب زيجات الغالبية العظمى من الهنود -بموافقتهم- من قبل والديهم أو غيرهم من كبار السن في الأسرة. يُعتقد أن الزواج لمدى الحياة، ومعدل الطلاق منخفض للغاية، مع انتهاء زواج واحد من كل ألف بالطلاق. إن زواج الأطفال شائع، لا سيما في المناطق الريفية؛ تزوجت العديد من النساء قبل بلوغ سن 18، وهو سن الزواج القانوني. أدى وأد الإناث في الهند، ومقتل الأجنة الأنثوية مؤخرًا، إلى إحداث انحراف في النسب بين الجنسين؛ تضاعف عدد النساء المفقودات في البلاد أربع مرات من 15 مليونًا إلى 63 مليونًا في فترة الخمسين عامًا المنتهية في 2014، وهو أسرع من النمو السكاني خلال نفس الفترة، ويشكلن 20% من النساء الناخبات في الهند. وفقًا لدراسة أجرتها الحكومة الهندية، توجد 21 مليون فتاة إضافية غير مرغوبات ولا يتلقين رعاية كافية. على الرغم من الحظر الحكومي على قتل الأجنة الانتقائي بسبب جنس الجنين، لكن هذه الممارسة ما تزال شائعة في الهند، نتيجة لتفضيل الذكور في المجتمع الأبوي. دفع المهر، رغم أنه غير قانوني، ما يزال واسع الانتشار عبر الخطوط الطبقية. الوفيات الناجمة عن المهور، ومعظمها من حرق العروس، آخذة في الازدياد، على الرغم من قوانين مكافحة المهر الصارمة.
العديد من المهرجانات الهندية دينية في الأصل. أشهرها: ديوالي، وغانيش تشاتورثي، وتاي بونجال، وهولي، ودورجا بوجا، وعيد الفطر، وعيد الأضحى، وعيد الميلاد، وفيساكي.

### التعليم
في تعداد عام 2011، كان نحو 73% من السكان يعرفون القراءة والكتابة، بواقع 81% بين الرجال و65% بين النساء. هذا بالمقارنة مع عام 1981 عندما كانت المعدلات المعنية 41% و53% و29%. في عام 1951 كانت المعدلات 18% و27% و9%. في عام 1921 كانت المعدلات 7% و12% و2%. في عام 1891 كانوا 5% و9% و1%، وفقًا لاتيكا تشودري، في عام 1911 كان هناك أقل من ثلاث مدارس ابتدائية لكل عشر قرى. إحصائيًا، أدى المزيد من التنوع الطبقي والديني إلى خفض الإنفاق الخاص. قامت المدارس الابتدائية بتعليم محو الأمية، لذلك حد التنوع المحلي من نموها.
في عام 2019، كان لدى الهند أكثر من 900 جامعة و40 ألف كلية. في نظام التعليم العالي في الهند، يحجز عدد كبير من المقاعد بموجب سياسات العمل الإيجابي للمحرومين تاريخيًا. في العقود الأخيرة، غالبًا ما يُستشهد بنظام التعليم المحسن في الهند باعتباره أحد المساهمين الرئيسيين في تنميتها الاقتصادية.

### الملابس
كان الزي التقليدي الأكثر ارتداءً في الهند، لكل من النساء والرجال، من العصور القديمة حتى ظهور العصر الحديث. بالنسبة للنساء، اتخذت شكل الساري، قطعة واحدة طويلة من القماش، يشتهر بطولها ستة ياردات، وعرضها يمتد على الجزء السفلي من الجسم. الساري مربوط حول الخصر ومُعقد من أحد طرفيه، ملفوفًا حول الجزء السفلي من الجسم، ثم فوق الكتف: في شكله الأكثر حداثة، استخدم لتغطية الرأس، وأحيانًا الوجه، كغطاء. دمج مع تنورة داخلية، أو بيتيكوت هندي، ومثبت في حزام الخصر لإبزيم أكثر أمانًا، كما يتم ارتداؤه بشكل شائع مع بلوزة هندية، أو (تشويل)، والتي تعد بمثابة الثوب الأساسي للجزء العلوي من الجسم، وهو طرف الساري-الممدود على طرف الكتف- لإخفاء معالم الجزء العلوي من الجسم وتغطية الحجاب الحاجز.
بالنسبة للرجال، فإن قطعة قماش مماثلة ولكنها أقصر، وهي الدوتي، كانت بمثابة ثوب أسفل الجسم. وهي مربوطة حول الخصر وملفوفة. في جنوب الهند، عادة ما تلف حول الجزء السفلي من الجسم، والطرف العلوي مطوي في حزام الخصر، والجزء السفلي الأيسر حر. بالإضافة إلى ذلك، في شمال الهند، تلف أيضًا مرة واحدة حول كل ساق قبل رفعها من خلال الساقين لتثبيتها في الخلف. الأشكال الأخرى من الملابس التقليدية التي لا تتضمن خياطة أو خياطة هي الشادور (شال يرتديه كلا الجنسين لتغطية الجزء العلوي من الجسم أثناء الطقس البارد، أو حجاب كبير ترتديه النساء لتأطير الرأس، أو تغطيته) والباغري (عمامة أو وشاح يلبس حول الرأس كجزء من التقاليد، أو للابتعاد عن الشمس أو البرد).
حتى بداية الألفية الأولى للميلاد، كان اللباس العادي للناس في الهند غير مخيط بالكامل. وصول الكوشانيين من آسيا الوسطى، نحو 48 م، انتشر الملابس المقطوعة والمُخيَّطة بأسلوب آسيا الوسطى الذي تفضله النخبة في شمال الهند. ومع ذلك، لم يحدث حتى تأسيس الحكم الإسلامي، أولًا مع سلطنة دلهي ثم سلطنة مغول الهند، حيث نمت مجموعة الملابس المخيطة في الهند وأصبح استخدامها أكثر انتشارًا بشكل ملحوظ. من بين الملابس المختلفة التي أثبتت نفسها تدريجيًا في شمال الهند خلال العصور الوسطى وأوائل العصر الحديث والتي يتم ارتداؤها الآن بشكل شائع: الشالوار والمنامة كلاهما شكل من أشكال البنطلونات، وكذلك القرطق والكاميز. ومع ذلك، في جنوب الهند، شهدت الملابس التقليدية الرايات استخدامًا مستمرًا لفترة أطول.
الشالوار عريض بشكل غير معتاد عند الخصر ولكنه ضيق إلى قاع مكبل. يثبت بواسطة رباط أو حزام مطاطي، ما يجعله مطوي حول الخصر. يمكن أن يكون البنطال واسعًا وفضفاضًا، أو يمكن قصه ضيقًا جدًا، على أساس التحيز، وفي هذه الحالة يطلق عليه اسم شوريدار. القميص قميص طويل أو تونيك. تُترك الدرزات الجانبية مفتوحة أسفل خط الخصر،  ما يمنح مرتديها حرية أكبر في الحركة. عادة ما يتم قطع الكاميز بشكل مستقيم ومسطح؛ يستخدم الكاميز الأقدم التخفيضات التقليدية؛ من المرجح أن تكون القمصان الحديثة منه ذات أكمام مستوحاة من الطراز الأوروبي. قد يكون أيضًا ذو ياقة أوروبية، أو ياقة ماندرين، أو قد يكون بلا ياقة؛ في الحالة الأخيرة، يشبه تصميمه كملابس نسائية القرطق. في البداية كانت المرأة المسلمة ترتديها، انتشر استخدام الشالوار كاميز تدريجيًا، ما جعلها نمطًا إقليميًا، خاصة في منطقة البنجاب.
تطورت الكورتة، التي تعود جذورها إلى الستر البدوي في آسيا الوسطى، بشكل أسلوبي في الهند كملابس للارتداء اليومي وكذلك للمناسبات الرسمية. وهي مصنوعة تقليديًا من القطن أو الحرير. يلبس عادي أو مزخرف بزخارف مطرزة، مثل شيكان؛ ويمكن أن يكون فضفاضًا أو ضيقًا في الجذع، وعادة ما يكون إما أعلى أو أسفل ركبتي مرتديها. تقع أكمام الكورتا التقليدية على الرسغ دون تضييق، وتطوق النهايات ولكنها غير مكبلة؛ يمكن ارتداء الكورتة من قبل كل من الرجال والنساء؛ يوجد تقليديًا بدون ياقة، على الرغم من أن الياقات الدائمة تحظى بشعبية متزايدة؛ ويمكن ارتداؤها فوق البيجامات العادية أو الشالوار الفضفاض أو الشوريدار أو فوق الجينز التقليدي.
في الخمسين عامًا الماضية، تغيرت الموضة كثيرًا في الهند. على نحو متزايد، في المناطق الحضرية في شمال الهند، لم يعد الساري الملابس اليومية، بل تحول بدلًا من ذلك إلى ملابس للمناسبات الرسمية. نادرًا ما ترتدي الشالوار كاميز الشابات اللاتي يفضلن الجينز أو الجينز. عادة ما تقع الكورتات التي يرتديها الشباب على السيقان ونادرًا ما تكون بسيطة. في مكتب ذوي الياقات البيضاء، يسمح تكييف الهواء في كل مكان للرجال بارتداء السترات الرياضية على مدار العام. في حفلات الزفاف والمناسبات الرسمية، غالبًا ما يرتدي الرجال في الطبقات الوسطى والعليا باندجالا، أو سترات نهرو قصيرة، مع بنطلون، مع العريس وإشبينيه يرتدون الشروانية والشيريدار. الدهوتي، وهو الثوب العالمي الهندوسي، والذي سمح لبسه في شكل خادي المنسوج يدويًا والمنسوج يدويًا لغاندي بجلب القومية الهندية إلى الملايين، نادرًا ما يُرى في المدن، وقد قلل الآن، مع حدود مزركشة، إلى الملابس الليتورجية للكهنة الهندوس.

### المطبخ الهندي
يتكون المطبخ الهندي من مجموعة متنوعة من المأكولات الإقليمية والتقليدية. نظرًا لنطاق التنوع في نوع التربة والمناخ والثقافة والمجموعات العرقية والمهن، تختلف هذه المأكولات اختلافًا كبيرًا عن بعضها البعض، باستخدام التوابل والأعشاب والخضروات والفاكهة المتوفرة محليًا. تأثرت طرق الطعام الهندية بالدين، ولا سيما الخيارات والتقاليد الثقافية الهندوسية. وقد شكلت أيضًا من خلال الحكم الإسلامي، وخاصة حكم سلطنة مغول الهند، ووصول البرتغاليين إلى الشواطئ الجنوبية الغربية للهند، والحكم البريطاني. تنعكس هذه التأثيرات الثلاثة، على التوالي، في أطباق بيلاف َبرياني؛ فيندالو والتيفين وكاري لحم الضأن. في وقت سابق، جلب التبادل الكولومبي البطاطا، والطماطم، والذرة، والفول السوداني، والكاجو، والأناناس، والجوافة، وعلى الأخص الفلفل الحار، إلى الهند. أصبح كل منها عنصرًا أساسيًا في الاستخدام. في المقابل، كانت تجارة التوابل بين الهند وأوروبا حافزًا لعصر الاستكشاف في أوروبا.
تتوافق الحبوب المزروعة في الهند، واختيارها، وأوقاتها، ومناطق زراعتها، بقوة مع توقيت الرياح الموسمية في الهند، والاختلاف عبر المناطق في هطول الأمطار المرتبطة بها. بشكل عام، كان التقسيم الواسع لمناطق الحبوب في الهند، وفقًا لاعتمادها على المطر، راسخًا في مكانه قبل وصول الري الصناعي. يُزرع الأرز، الذي يتطلب الكثير من المياه، تقليديًا في المناطق ذات الأمطار الغزيرة في الشمال الشرقي والساحل الغربي، والقمح في المناطق ذات الأمطار المعتدلة، مثل السهول الشمالية للهند، والدخان في المناطق ذات الأمطار المنخفضة، مثل في هضبة ديكان وراجستان.
أساس الوجبة الهندية النموذجية هو الحبوب المطبوخة بطريقة عادية، وتكملها الأطباق اللذيذة. يشمل الأخير العدس والبقول والخضروات المتبلة عادةً بالزنجبيل والثوم، ولكن أيضًا بشكل أكثر وضوحًا بمزيج من التوابل التي قد تشمل الكزبرة والكمون والكركم والقرفة والهال وغيرها وفقًا لاتفاقيات الطهي. في الوجبة الفعلية، يأخذ هذا التمثيل العقلي شكل طبق، أو ثالي، مع مكان مركزي للحبوب المطبوخة، والأطراف المحيطية، غالبًا في أوعية صغيرة، للمرافق اللذيذة، والابتلاع المتزامن، وليس الجزئي، الاثنان في كل فعل من الأكل، سواء عن طريق الخلط الفعلي - على سبيل المثال الأرز والعدس - أو في طي أحدهما -مثل الخبز- حول الآخر، مثل الخضار المطبوخة.
من السمات البارزة للطعام الهندي وجود عدد من المأكولات النباتية المميزة، كل منها سمة من سمات التاريخ الجغرافي والثقافي لأتباعها. يُعتقد أن ظهور الأهيمسا، أو تجنب العنف تجاه جميع أشكال الحياة في العديد من الأنظمة الدينية في وقت مبكر من التاريخ الهندي، وخاصة الهندوسية الأبانيشادية والبوذية والجاينية، كان عاملًا بارزًا في انتشار النباتية بين شريحة من الهند. السكان الهندوس، وخاصة في جنوب الهند، وجوغارات، والحزام الناطق بالهندية في شمال وسط الهند، وكذلك بين الجاينيين. من بين هذه المجموعات، هناك شعور شديد بعدم الراحة عند التفكير في تناول اللحوم، ويساهم في انخفاض الاستهلاك النسبي للحم في النظام الغذائي العام في الهند. على عكس الصين، التي زادت نصيب الفرد من استهلاك اللحوم بشكل كبير في سنوات نموها الاقتصادي المتزايد، ساهمت التقاليد الغذائية القوية في الهند في منتجات الألبان، بدلًا من اللحوم، لتصبح الشكل المفضل لاستهلاك البروتين الحيواني المصاحب لزيادة النمو الاقتصادي.
في الألفية الماضية، حدث أهم استيراد لتقنيات الطهي في الهند خلال عهد سلطنة مغول الهند. كانت زراعة الأرز قد انتشرت قبل ذلك بكثير من الهند إلى وسط وغرب آسيا. ومع ذلك، خلال حكم المغول، تطورت الأطباق، مثل بيلاف، في الفترة الانتقالية خلال عهد الخلافة العباسية، وانتشرت تقنيات الطهي مثل تتبيل اللحوم في اللبن، إلى شمال الهند من المناطق إلى مناطقها. شمال غربي. إلى تتبيلة الزبادي البسيطة في بلاد فارس، بدأ في الهند إضافة البصل والثوم واللوز والتوابل. الأرز المزروع إلى الجنوب الغربي من العاصمة المغولية، أغرة، والذي اشتهر في العالم الإسلامي بحبوبه الجيدة، قد طهي جزئيًا ووضع في طبقات بالتناوب مع اللحم المقلي، وكان القدر مغلقًا بإحكام، وطهي ببطء وفقًا لتقنية طبخ فارسية أخرى، لإنتاج ما أصبح اليوم البرياني الهندي، سمة من سمات الطعام الاحتفالي في أجزاء كثيرة من الهند. في الطعام المقدم في المطاعم في المناطق الحضرية بشمال الهند، وعلى المستوى الدولي، أخفي تنوع الطعام الهندي جزئيًا بسبب هيمنة المطبخ البنجابي. كان سبب هذا في جزء كبير منه هو استجابة تنظيم المشاريع بين الناس من منطقة البنجاب الذين نزحوا بسبب تقسيم الهند عام 1947، ووصلوا إلى الهند كلاجئين. يعود تحديد المطبخ الهندي مع دجاج التندوري - المطبوخ في فرن التنور، والذي كان يستخدم تقليديًا لخبز الخبز في منطقة البنجاب الريفية ودلهي، خاصة بين المسلمين، ولكنه أصلًا من آسيا الوسطى - إلى هذه الفترة.

### الرياضة والترفيه
تعد الكريكيت الرياضة الأكثر شعبية في الهند. تشتمل المنافسات المحلية الرئيسية على الدوري الهندي الممتاز وهو دوري الكريكيت الأكثر مشاهدة في العالم ويحتل المرتبة السادسة بين جميع البطولات الرياضية.
ما تزال العديد من الرياضات التقليدية الأصلية تحظى بشعبية كبيرة، مثل الكابادي وهوكي الحقل والبيهلواني. نشأت بعض أقدم أشكال فنون القتال الآسيوية، مثل الكالاريباياتو والموستي يودا والسيلامبام، في الهند. الشطرنج، الذي يُعتقد أنه نشأ في الهند باسم شطورانجا، يستمد شعبيته على نطاق واسع بسبب ارتفاع عدد الأساتذة الكبار الهنود.
أدت النتائج الجيدة التي حصل عليها منتخب الهند لكأس ديفيز وغيره من لاعبي التنس الهنود في أوائل عام 2010 إلى زيادة شعبية التنس في البلاد. تتمتع الهند بحضور قوي نسبيًا في رياضة الرماية، وقد فازت بالعديد من الميداليات في الألعاب الأولمبية وبطولة العالم للرماية وألعاب الكومنولث. الرياضات الأخرى التي نجح فيها الهنود دوليًا تضم كرة الريشة (ساينا نيهوال وبي في سيندو هما من أفضل لاعبات تنس الريشة في العالم) والملاكمة والمصارعة. تحظى كرة القدم بشعبية في ولاية البنغال الغربية وغوا وتاميل نادو وكيرالا والولايات الشمالية الشرقية.
استضافت الهند أو شاركت في استضافة العديد من الأحداث الرياضية الدولية: دورة الألعاب الآسيوية 1951 و1982؛ بطولات كأس العالم للكريكيت 1987 و1996 و2011؛ دورة الألعاب الأفريقية الآسيوية لعام 2003؛ وكأس أبطال (آي سي سي) لعام 2006؛ كأس العالم للهوكي 2010؛ دورة ألعاب الكومنولث 2010؛ وكأس العالم تحت 17 سنة 2017. تشمل الأحداث الرياضية الدولية الرئيسية التي تقام سنويًا في الهند بطولة تشيناي المفتوحة وماراثون مومباي وماراثون دلهي ونصف الماراثون الهندي. ظهر أول سباق الجائزة الكبرى الهندي للفورمولا 1 في أواخر عام 2011 قبل أن يُستبعد من تقويم موسم الفورمولا 1 منذ عام 2014. كانت الهند تقليديًا الدولة المهيمنة في ألعاب جنوب آسيا. مثال على هذه الهيمنة هو مسابقة كرة السلة إذ فاز الفريق الهندي بثلاث بطولات من أصل أربع حتى الآن.

## الملاحظات
1. ↑  ليست كل اللغات الرسمية على مستوى الدولة موجودة في الجدول الثامن من دستور الهند وليست كل اللغات المجدولة هي لغات رسمية على مستوى الدولة، مثالًا اللغة السندية هي اللغة الثامنة المقررة ولكنها ليست لغة رسمية على مستوى الولاية.
2. ↑  اللغة الكشميرية والدغرية هي اللغتان الرسميتان لجانو وكشمير التي تعد حاليًا منطقة اتحادية ولم تعد الولاية السابقة.
3. ↑  كذلك تعتبر حكومة الهند أفغانستان كإحدى الدول التي تشترك معها بحدود برية، ويرجع ذلك إلى اعتبارها إقليم كشمير كجزء من البلاد. بيد أن المنطقة متنازع عليها بين الجارتين، وتقع حاليًا تحت إدارة باكستان.
المصدر: "وزارة الشؤون الداخلية (قسم إدارة الحدود)" (PDF). مؤرشف من الأصل (PDF) في 2015-03-17. اطلع عليه بتاريخ 2008-09-01.
4. ↑  تُعرّف بؤرة التنوع البيولوجي على أنها منطقة جغرافية حيوية تحوي أكثر من 1500 نوع من النباتات الوعائية، ولكن أقل بنسبة 30% من موطنها الأولي.[153]
5. ↑  يعد الغطاء الغابي «معتدلًا» في كثافته إذا ما تراوحت المنطقة التي تغطيها ظلال أشجاره ما بين 40% إلى 70%..
6. ↑   أعلن البنك الدولي عن رفع حد خط الفقر الدولي إلى 1.90 دولار في اليوم في عام 2015.[290]